# Enroc artificial
|   | a | b | c | d | e | f | g | h |   |
| 8 | a8 negres torre · c8 negres alfil · d8 negres dama · e8 negres rei · f8 negres alfil · h8 negres torre · a7 negres peó · b7 negres peó · c7 negres peó · d7 negres peó · f7 blanques alfil · g7 negres peó · h7 negres peó · c6 negres cavall · e5 negres peó · e4 negres cavall · c3 blanques cavall · f3 blanques cavall · a2 blanques peó · b2 blanques peó · c2 blanques peó · d2 blanques peó · f2 blanques peó · g2 blanques peó · h2 blanques peó · a1 blanques torre · c1 blanques alfil · d1 blanques dama · e1 blanques rei · h1 blanques torre | a8 negres torre · c8 negres alfil · d8 negres dama · e8 negres rei · f8 negres alfil · h8 negres torre · a7 negres peó · b7 negres peó · c7 negres peó · d7 negres peó · f7 blanques alfil · g7 negres peó · h7 negres peó · c6 negres cavall · e5 negres peó · e4 negres cavall · c3 blanques cavall · f3 blanques cavall · a2 blanques peó · b2 blanques peó · c2 blanques peó · d2 blanques peó · f2 blanques peó · g2 blanques peó · h2 blanques peó · a1 blanques torre · c1 blanques alfil · d1 blanques dama · e1 blanques rei · h1 blanques torre | a8 negres torre · c8 negres alfil · d8 negres dama · e8 negres rei · f8 negres alfil · h8 negres torre · a7 negres peó · b7 negres peó · c7 negres peó · d7 negres peó · f7 blanques alfil · g7 negres peó · h7 negres peó · c6 negres cavall · e5 negres peó · e4 negres cavall · c3 blanques cavall · f3 blanques cavall · a2 blanques peó · b2 blanques peó · c2 blanques peó · d2 blanques peó · f2 blanques peó · g2 blanques peó · h2 blanques peó · a1 blanques torre · c1 blanques alfil · d1 blanques dama · e1 blanques rei · h1 blanques torre | a8 negres torre · c8 negres alfil · d8 negres dama · e8 negres rei · f8 negres alfil · h8 negres torre · a7 negres peó · b7 negres peó · c7 negres peó · d7 negres peó · f7 blanques alfil · g7 negres peó · h7 negres peó · c6 negres cavall · e5 negres peó · e4 negres cavall · c3 blanques cavall · f3 blanques cavall · a2 blanques peó · b2 blanques peó · c2 blanques peó · d2 blanques peó · f2 blanques peó · g2 blanques peó · h2 blanques peó · a1 blanques torre · c1 blanques alfil · d1 blanques dama · e1 blanques rei · h1 blanques torre | a8 negres torre · c8 negres alfil · d8 negres dama · e8 negres rei · f8 negres alfil · h8 negres torre · a7 negres peó · b7 negres peó · c7 negres peó · d7 negres peó · f7 blanques alfil · g7 negres peó · h7 negres peó · c6 negres cavall · e5 negres peó · e4 negres cavall · c3 blanques cavall · f3 blanques cavall · a2 blanques peó · b2 blanques peó · c2 blanques peó · d2 blanques peó · f2 blanques peó · g2 blanques peó · h2 blanques peó · a1 blanques torre · c1 blanques alfil · d1 blanques dama · e1 blanques rei · h1 blanques torre | a8 negres torre · c8 negres alfil · d8 negres dama · e8 negres rei · f8 negres alfil · h8 negres torre · a7 negres peó · b7 negres peó · c7 negres peó · d7 negres peó · f7 blanques alfil · g7 negres peó · h7 negres peó · c6 negres cavall · e5 negres peó · e4 negres cavall · c3 blanques cavall · f3 blanques cavall · a2 blanques peó · b2 blanques peó · c2 blanques peó · d2 blanques peó · f2 blanques peó · g2 blanques peó · h2 blanques peó · a1 blanques torre · c1 blanques alfil · d1 blanques dama · e1 blanques rei · h1 blanques torre | a8 negres torre · c8 negres alfil · d8 negres dama · e8 negres rei · f8 negres alfil · h8 negres torre · a7 negres peó · b7 negres peó · c7 negres peó · d7 negres peó · f7 blanques alfil · g7 negres peó · h7 negres peó · c6 negres cavall · e5 negres peó · e4 negres cavall · c3 blanques cavall · f3 blanques cavall · a2 blanques peó · b2 blanques peó · c2 blanques peó · d2 blanques peó · f2 blanques peó · g2 blanques peó · h2 blanques peó · a1 blanques torre · c1 blanques alfil · d1 blanques dama · e1 blanques rei · h1 blanques torre | a8 negres torre · c8 negres alfil · d8 negres dama · e8 negres rei · f8 negres alfil · h8 negres torre · a7 negres peó · b7 negres peó · c7 negres peó · d7 negres peó · f7 blanques alfil · g7 negres peó · h7 negres peó · c6 negres cavall · e5 negres peó · e4 negres cavall · c3 blanques cavall · f3 blanques cavall · a2 blanques peó · b2 blanques peó · c2 blanques peó · d2 blanques peó · f2 blanques peó · g2 blanques peó · h2 blanques peó · a1 blanques torre · c1 blanques alfil · d1 blanques dama · e1 blanques rei · h1 blanques torre | 8 |
| 7 | a8 negres torre · c8 negres alfil · d8 negres dama · e8 negres rei · f8 negres alfil · h8 negres torre · a7 negres peó · b7 negres peó · c7 negres peó · d7 negres peó · f7 blanques alfil · g7 negres peó · h7 negres peó · c6 negres cavall · e5 negres peó · e4 negres cavall · c3 blanques cavall · f3 blanques cavall · a2 blanques peó · b2 blanques peó · c2 blanques peó · d2 blanques peó · f2 blanques peó · g2 blanques peó · h2 blanques peó · a1 blanques torre · c1 blanques alfil · d1 blanques dama · e1 blanques rei · h1 blanques torre | a8 negres torre · c8 negres alfil · d8 negres dama · e8 negres rei · f8 negres alfil · h8 negres torre · a7 negres peó · b7 negres peó · c7 negres peó · d7 negres peó · f7 blanques alfil · g7 negres peó · h7 negres peó · c6 negres cavall · e5 negres peó · e4 negres cavall · c3 blanques cavall · f3 blanques cavall · a2 blanques peó · b2 blanques peó · c2 blanques peó · d2 blanques peó · f2 blanques peó · g2 blanques peó · h2 blanques peó · a1 blanques torre · c1 blanques alfil · d1 blanques dama · e1 blanques rei · h1 blanques torre | a8 negres torre · c8 negres alfil · d8 negres dama · e8 negres rei · f8 negres alfil · h8 negres torre · a7 negres peó · b7 negres peó · c7 negres peó · d7 negres peó · f7 blanques alfil · g7 negres peó · h7 negres peó · c6 negres cavall · e5 negres peó · e4 negres cavall · c3 blanques cavall · f3 blanques cavall · a2 blanques peó · b2 blanques peó · c2 blanques peó · d2 blanques peó · f2 blanques peó · g2 blanques peó · h2 blanques peó · a1 blanques torre · c1 blanques alfil · d1 blanques dama · e1 blanques rei · h1 blanques torre | a8 negres torre · c8 negres alfil · d8 negres dama · e8 negres rei · f8 negres alfil · h8 negres torre · a7 negres peó · b7 negres peó · c7 negres peó · d7 negres peó · f7 blanques alfil · g7 negres peó · h7 negres peó · c6 negres cavall · e5 negres peó · e4 negres cavall · c3 blanques cavall · f3 blanques cavall · a2 blanques peó · b2 blanques peó · c2 blanques peó · d2 blanques peó · f2 blanques peó · g2 blanques peó · h2 blanques peó · a1 blanques torre · c1 blanques alfil · d1 blanques dama · e1 blanques rei · h1 blanques torre | a8 negres torre · c8 negres alfil · d8 negres dama · e8 negres rei · f8 negres alfil · h8 negres torre · a7 negres peó · b7 negres peó · c7 negres peó · d7 negres peó · f7 blanques alfil · g7 negres peó · h7 negres peó · c6 negres cavall · e5 negres peó · e4 negres cavall · c3 blanques cavall · f3 blanques cavall · a2 blanques peó · b2 blanques peó · c2 blanques peó · d2 blanques peó · f2 blanques peó · g2 blanques peó · h2 blanques peó · a1 blanques torre · c1 blanques alfil · d1 blanques dama · e1 blanques rei · h1 blanques torre | a8 negres torre · c8 negres alfil · d8 negres dama · e8 negres rei · f8 negres alfil · h8 negres torre · a7 negres peó · b7 negres peó · c7 negres peó · d7 negres peó · f7 blanques alfil · g7 negres peó · h7 negres peó · c6 negres cavall · e5 negres peó · e4 negres cavall · c3 blanques cavall · f3 blanques cavall · a2 blanques peó · b2 blanques peó · c2 blanques peó · d2 blanques peó · f2 blanques peó · g2 blanques peó · h2 blanques peó · a1 blanques torre · c1 blanques alfil · d1 blanques dama · e1 blanques rei · h1 blanques torre | a8 negres torre · c8 negres alfil · d8 negres dama · e8 negres rei · f8 negres alfil · h8 negres torre · a7 negres peó · b7 negres peó · c7 negres peó · d7 negres peó · f7 blanques alfil · g7 negres peó · h7 negres peó · c6 negres cavall · e5 negres peó · e4 negres cavall · c3 blanques cavall · f3 blanques cavall · a2 blanques peó · b2 blanques peó · c2 blanques peó · d2 blanques peó · f2 blanques peó · g2 blanques peó · h2 blanques peó · a1 blanques torre · c1 blanques alfil · d1 blanques dama · e1 blanques rei · h1 blanques torre | a8 negres torre · c8 negres alfil · d8 negres dama · e8 negres rei · f8 negres alfil · h8 negres torre · a7 negres peó · b7 negres peó · c7 negres peó · d7 negres peó · f7 blanques alfil · g7 negres peó · h7 negres peó · c6 negres cavall · e5 negres peó · e4 negres cavall · c3 blanques cavall · f3 blanques cavall · a2 blanques peó · b2 blanques peó · c2 blanques peó · d2 blanques peó · f2 blanques peó · g2 blanques peó · h2 blanques peó · a1 blanques torre · c1 blanques alfil · d1 blanques dama · e1 blanques rei · h1 blanques torre | 7 |
| 6 | a8 negres torre · c8 negres alfil · d8 negres dama · e8 negres rei · f8 negres alfil · h8 negres torre · a7 negres peó · b7 negres peó · c7 negres peó · d7 negres peó · f7 blanques alfil · g7 negres peó · h7 negres peó · c6 negres cavall · e5 negres peó · e4 negres cavall · c3 blanques cavall · f3 blanques cavall · a2 blanques peó · b2 blanques peó · c2 blanques peó · d2 blanques peó · f2 blanques peó · g2 blanques peó · h2 blanques peó · a1 blanques torre · c1 blanques alfil · d1 blanques dama · e1 blanques rei · h1 blanques torre | a8 negres torre · c8 negres alfil · d8 negres dama · e8 negres rei · f8 negres alfil · h8 negres torre · a7 negres peó · b7 negres peó · c7 negres peó · d7 negres peó · f7 blanques alfil · g7 negres peó · h7 negres peó · c6 negres cavall · e5 negres peó · e4 negres cavall · c3 blanques cavall · f3 blanques cavall · a2 blanques peó · b2 blanques peó · c2 blanques peó · d2 blanques peó · f2 blanques peó · g2 blanques peó · h2 blanques peó · a1 blanques torre · c1 blanques alfil · d1 blanques dama · e1 blanques rei · h1 blanques torre | a8 negres torre · c8 negres alfil · d8 negres dama · e8 negres rei · f8 negres alfil · h8 negres torre · a7 negres peó · b7 negres peó · c7 negres peó · d7 negres peó · f7 blanques alfil · g7 negres peó · h7 negres peó · c6 negres cavall · e5 negres peó · e4 negres cavall · c3 blanques cavall · f3 blanques cavall · a2 blanques peó · b2 blanques peó · c2 blanques peó · d2 blanques peó · f2 blanques peó · g2 blanques peó · h2 blanques peó · a1 blanques torre · c1 blanques alfil · d1 blanques dama · e1 blanques rei · h1 blanques torre | a8 negres torre · c8 negres alfil · d8 negres dama · e8 negres rei · f8 negres alfil · h8 negres torre · a7 negres peó · b7 negres peó · c7 negres peó · d7 negres peó · f7 blanques alfil · g7 negres peó · h7 negres peó · c6 negres cavall · e5 negres peó · e4 negres cavall · c3 blanques cavall · f3 blanques cavall · a2 blanques peó · b2 blanques peó · c2 blanques peó · d2 blanques peó · f2 blanques peó · g2 blanques peó · h2 blanques peó · a1 blanques torre · c1 blanques alfil · d1 blanques dama · e1 blanques rei · h1 blanques torre | a8 negres torre · c8 negres alfil · d8 negres dama · e8 negres rei · f8 negres alfil · h8 negres torre · a7 negres peó · b7 negres peó · c7 negres peó · d7 negres peó · f7 blanques alfil · g7 negres peó · h7 negres peó · c6 negres cavall · e5 negres peó · e4 negres cavall · c3 blanques cavall · f3 blanques cavall · a2 blanques peó · b2 blanques peó · c2 blanques peó · d2 blanques peó · f2 blanques peó · g2 blanques peó · h2 blanques peó · a1 blanques torre · c1 blanques alfil · d1 blanques dama · e1 blanques rei · h1 blanques torre | a8 negres torre · c8 negres alfil · d8 negres dama · e8 negres rei · f8 negres alfil · h8 negres torre · a7 negres peó · b7 negres peó · c7 negres peó · d7 negres peó · f7 blanques alfil · g7 negres peó · h7 negres peó · c6 negres cavall · e5 negres peó · e4 negres cavall · c3 blanques cavall · f3 blanques cavall · a2 blanques peó · b2 blanques peó · c2 blanques peó · d2 blanques peó · f2 blanques peó · g2 blanques peó · h2 blanques peó · a1 blanques torre · c1 blanques alfil · d1 blanques dama · e1 blanques rei · h1 blanques torre | a8 negres torre · c8 negres alfil · d8 negres dama · e8 negres rei · f8 negres alfil · h8 negres torre · a7 negres peó · b7 negres peó · c7 negres peó · d7 negres peó · f7 blanques alfil · g7 negres peó · h7 negres peó · c6 negres cavall · e5 negres peó · e4 negres cavall · c3 blanques cavall · f3 blanques cavall · a2 blanques peó · b2 blanques peó · c2 blanques peó · d2 blanques peó · f2 blanques peó · g2 blanques peó · h2 blanques peó · a1 blanques torre · c1 blanques alfil · d1 blanques dama · e1 blanques rei · h1 blanques torre | a8 negres torre · c8 negres alfil · d8 negres dama · e8 negres rei · f8 negres alfil · h8 negres torre · a7 negres peó · b7 negres peó · c7 negres peó · d7 negres peó · f7 blanques alfil · g7 negres peó · h7 negres peó · c6 negres cavall · e5 negres peó · e4 negres cavall · c3 blanques cavall · f3 blanques cavall · a2 blanques peó · b2 blanques peó · c2 blanques peó · d2 blanques peó · f2 blanques peó · g2 blanques peó · h2 blanques peó · a1 blanques torre · c1 blanques alfil · d1 blanques dama · e1 blanques rei · h1 blanques torre | 6 |
| 5 | a8 negres torre · c8 negres alfil · d8 negres dama · e8 negres rei · f8 negres alfil · h8 negres torre · a7 negres peó · b7 negres peó · c7 negres peó · d7 negres peó · f7 blanques alfil · g7 negres peó · h7 negres peó · c6 negres cavall · e5 negres peó · e4 negres cavall · c3 blanques cavall · f3 blanques cavall · a2 blanques peó · b2 blanques peó · c2 blanques peó · d2 blanques peó · f2 blanques peó · g2 blanques peó · h2 blanques peó · a1 blanques torre · c1 blanques alfil · d1 blanques dama · e1 blanques rei · h1 blanques torre | a8 negres torre · c8 negres alfil · d8 negres dama · e8 negres rei · f8 negres alfil · h8 negres torre · a7 negres peó · b7 negres peó · c7 negres peó · d7 negres peó · f7 blanques alfil · g7 negres peó · h7 negres peó · c6 negres cavall · e5 negres peó · e4 negres cavall · c3 blanques cavall · f3 blanques cavall · a2 blanques peó · b2 blanques peó · c2 blanques peó · d2 blanques peó · f2 blanques peó · g2 blanques peó · h2 blanques peó · a1 blanques torre · c1 blanques alfil · d1 blanques dama · e1 blanques rei · h1 blanques torre | a8 negres torre · c8 negres alfil · d8 negres dama · e8 negres rei · f8 negres alfil · h8 negres torre · a7 negres peó · b7 negres peó · c7 negres peó · d7 negres peó · f7 blanques alfil · g7 negres peó · h7 negres peó · c6 negres cavall · e5 negres peó · e4 negres cavall · c3 blanques cavall · f3 blanques cavall · a2 blanques peó · b2 blanques peó · c2 blanques peó · d2 blanques peó · f2 blanques peó · g2 blanques peó · h2 blanques peó · a1 blanques torre · c1 blanques alfil · d1 blanques dama · e1 blanques rei · h1 blanques torre | a8 negres torre · c8 negres alfil · d8 negres dama · e8 negres rei · f8 negres alfil · h8 negres torre · a7 negres peó · b7 negres peó · c7 negres peó · d7 negres peó · f7 blanques alfil · g7 negres peó · h7 negres peó · c6 negres cavall · e5 negres peó · e4 negres cavall · c3 blanques cavall · f3 blanques cavall · a2 blanques peó · b2 blanques peó · c2 blanques peó · d2 blanques peó · f2 blanques peó · g2 blanques peó · h2 blanques peó · a1 blanques torre · c1 blanques alfil · d1 blanques dama · e1 blanques rei · h1 blanques torre | a8 negres torre · c8 negres alfil · d8 negres dama · e8 negres rei · f8 negres alfil · h8 negres torre · a7 negres peó · b7 negres peó · c7 negres peó · d7 negres peó · f7 blanques alfil · g7 negres peó · h7 negres peó · c6 negres cavall · e5 negres peó · e4 negres cavall · c3 blanques cavall · f3 blanques cavall · a2 blanques peó · b2 blanques peó · c2 blanques peó · d2 blanques peó · f2 blanques peó · g2 blanques peó · h2 blanques peó · a1 blanques torre · c1 blanques alfil · d1 blanques dama · e1 blanques rei · h1 blanques torre | a8 negres torre · c8 negres alfil · d8 negres dama · e8 negres rei · f8 negres alfil · h8 negres torre · a7 negres peó · b7 negres peó · c7 negres peó · d7 negres peó · f7 blanques alfil · g7 negres peó · h7 negres peó · c6 negres cavall · e5 negres peó · e4 negres cavall · c3 blanques cavall · f3 blanques cavall · a2 blanques peó · b2 blanques peó · c2 blanques peó · d2 blanques peó · f2 blanques peó · g2 blanques peó · h2 blanques peó · a1 blanques torre · c1 blanques alfil · d1 blanques dama · e1 blanques rei · h1 blanques torre | a8 negres torre · c8 negres alfil · d8 negres dama · e8 negres rei · f8 negres alfil · h8 negres torre · a7 negres peó · b7 negres peó · c7 negres peó · d7 negres peó · f7 blanques alfil · g7 negres peó · h7 negres peó · c6 negres cavall · e5 negres peó · e4 negres cavall · c3 blanques cavall · f3 blanques cavall · a2 blanques peó · b2 blanques peó · c2 blanques peó · d2 blanques peó · f2 blanques peó · g2 blanques peó · h2 blanques peó · a1 blanques torre · c1 blanques alfil · d1 blanques dama · e1 blanques rei · h1 blanques torre | a8 negres torre · c8 negres alfil · d8 negres dama · e8 negres rei · f8 negres alfil · h8 negres torre · a7 negres peó · b7 negres peó · c7 negres peó · d7 negres peó · f7 blanques alfil · g7 negres peó · h7 negres peó · c6 negres cavall · e5 negres peó · e4 negres cavall · c3 blanques cavall · f3 blanques cavall · a2 blanques peó · b2 blanques peó · c2 blanques peó · d2 blanques peó · f2 blanques peó · g2 blanques peó · h2 blanques peó · a1 blanques torre · c1 blanques alfil · d1 blanques dama · e1 blanques rei · h1 blanques torre | 5 |
| 4 | a8 negres torre · c8 negres alfil · d8 negres dama · e8 negres rei · f8 negres alfil · h8 negres torre · a7 negres peó · b7 negres peó · c7 negres peó · d7 negres peó · f7 blanques alfil · g7 negres peó · h7 negres peó · c6 negres cavall · e5 negres peó · e4 negres cavall · c3 blanques cavall · f3 blanques cavall · a2 blanques peó · b2 blanques peó · c2 blanques peó · d2 blanques peó · f2 blanques peó · g2 blanques peó · h2 blanques peó · a1 blanques torre · c1 blanques alfil · d1 blanques dama · e1 blanques rei · h1 blanques torre | a8 negres torre · c8 negres alfil · d8 negres dama · e8 negres rei · f8 negres alfil · h8 negres torre · a7 negres peó · b7 negres peó · c7 negres peó · d7 negres peó · f7 blanques alfil · g7 negres peó · h7 negres peó · c6 negres cavall · e5 negres peó · e4 negres cavall · c3 blanques cavall · f3 blanques cavall · a2 blanques peó · b2 blanques peó · c2 blanques peó · d2 blanques peó · f2 blanques peó · g2 blanques peó · h2 blanques peó · a1 blanques torre · c1 blanques alfil · d1 blanques dama · e1 blanques rei · h1 blanques torre | a8 negres torre · c8 negres alfil · d8 negres dama · e8 negres rei · f8 negres alfil · h8 negres torre · a7 negres peó · b7 negres peó · c7 negres peó · d7 negres peó · f7 blanques alfil · g7 negres peó · h7 negres peó · c6 negres cavall · e5 negres peó · e4 negres cavall · c3 blanques cavall · f3 blanques cavall · a2 blanques peó · b2 blanques peó · c2 blanques peó · d2 blanques peó · f2 blanques peó · g2 blanques peó · h2 blanques peó · a1 blanques torre · c1 blanques alfil · d1 blanques dama · e1 blanques rei · h1 blanques torre | a8 negres torre · c8 negres alfil · d8 negres dama · e8 negres rei · f8 negres alfil · h8 negres torre · a7 negres peó · b7 negres peó · c7 negres peó · d7 negres peó · f7 blanques alfil · g7 negres peó · h7 negres peó · c6 negres cavall · e5 negres peó · e4 negres cavall · c3 blanques cavall · f3 blanques cavall · a2 blanques peó · b2 blanques peó · c2 blanques peó · d2 blanques peó · f2 blanques peó · g2 blanques peó · h2 blanques peó · a1 blanques torre · c1 blanques alfil · d1 blanques dama · e1 blanques rei · h1 blanques torre | a8 negres torre · c8 negres alfil · d8 negres dama · e8 negres rei · f8 negres alfil · h8 negres torre · a7 negres peó · b7 negres peó · c7 negres peó · d7 negres peó · f7 blanques alfil · g7 negres peó · h7 negres peó · c6 negres cavall · e5 negres peó · e4 negres cavall · c3 blanques cavall · f3 blanques cavall · a2 blanques peó · b2 blanques peó · c2 blanques peó · d2 blanques peó · f2 blanques peó · g2 blanques peó · h2 blanques peó · a1 blanques torre · c1 blanques alfil · d1 blanques dama · e1 blanques rei · h1 blanques torre | a8 negres torre · c8 negres alfil · d8 negres dama · e8 negres rei · f8 negres alfil · h8 negres torre · a7 negres peó · b7 negres peó · c7 negres peó · d7 negres peó · f7 blanques alfil · g7 negres peó · h7 negres peó · c6 negres cavall · e5 negres peó · e4 negres cavall · c3 blanques cavall · f3 blanques cavall · a2 blanques peó · b2 blanques peó · c2 blanques peó · d2 blanques peó · f2 blanques peó · g2 blanques peó · h2 blanques peó · a1 blanques torre · c1 blanques alfil · d1 blanques dama · e1 blanques rei · h1 blanques torre | a8 negres torre · c8 negres alfil · d8 negres dama · e8 negres rei · f8 negres alfil · h8 negres torre · a7 negres peó · b7 negres peó · c7 negres peó · d7 negres peó · f7 blanques alfil · g7 negres peó · h7 negres peó · c6 negres cavall · e5 negres peó · e4 negres cavall · c3 blanques cavall · f3 blanques cavall · a2 blanques peó · b2 blanques peó · c2 blanques peó · d2 blanques peó · f2 blanques peó · g2 blanques peó · h2 blanques peó · a1 blanques torre · c1 blanques alfil · d1 blanques dama · e1 blanques rei · h1 blanques torre | a8 negres torre · c8 negres alfil · d8 negres dama · e8 negres rei · f8 negres alfil · h8 negres torre · a7 negres peó · b7 negres peó · c7 negres peó · d7 negres peó · f7 blanques alfil · g7 negres peó · h7 negres peó · c6 negres cavall · e5 negres peó · e4 negres cavall · c3 blanques cavall · f3 blanques cavall · a2 blanques peó · b2 blanques peó · c2 blanques peó · d2 blanques peó · f2 blanques peó · g2 blanques peó · h2 blanques peó · a1 blanques torre · c1 blanques alfil · d1 blanques dama · e1 blanques rei · h1 blanques torre | 4 |
| 3 | a8 negres torre · c8 negres alfil · d8 negres dama · e8 negres rei · f8 negres alfil · h8 negres torre · a7 negres peó · b7 negres peó · c7 negres peó · d7 negres peó · f7 blanques alfil · g7 negres peó · h7 negres peó · c6 negres cavall · e5 negres peó · e4 negres cavall · c3 blanques cavall · f3 blanques cavall · a2 blanques peó · b2 blanques peó · c2 blanques peó · d2 blanques peó · f2 blanques peó · g2 blanques peó · h2 blanques peó · a1 blanques torre · c1 blanques alfil · d1 blanques dama · e1 blanques rei · h1 blanques torre | a8 negres torre · c8 negres alfil · d8 negres dama · e8 negres rei · f8 negres alfil · h8 negres torre · a7 negres peó · b7 negres peó · c7 negres peó · d7 negres peó · f7 blanques alfil · g7 negres peó · h7 negres peó · c6 negres cavall · e5 negres peó · e4 negres cavall · c3 blanques cavall · f3 blanques cavall · a2 blanques peó · b2 blanques peó · c2 blanques peó · d2 blanques peó · f2 blanques peó · g2 blanques peó · h2 blanques peó · a1 blanques torre · c1 blanques alfil · d1 blanques dama · e1 blanques rei · h1 blanques torre | a8 negres torre · c8 negres alfil · d8 negres dama · e8 negres rei · f8 negres alfil · h8 negres torre · a7 negres peó · b7 negres peó · c7 negres peó · d7 negres peó · f7 blanques alfil · g7 negres peó · h7 negres peó · c6 negres cavall · e5 negres peó · e4 negres cavall · c3 blanques cavall · f3 blanques cavall · a2 blanques peó · b2 blanques peó · c2 blanques peó · d2 blanques peó · f2 blanques peó · g2 blanques peó · h2 blanques peó · a1 blanques torre · c1 blanques alfil · d1 blanques dama · e1 blanques rei · h1 blanques torre | a8 negres torre · c8 negres alfil · d8 negres dama · e8 negres rei · f8 negres alfil · h8 negres torre · a7 negres peó · b7 negres peó · c7 negres peó · d7 negres peó · f7 blanques alfil · g7 negres peó · h7 negres peó · c6 negres cavall · e5 negres peó · e4 negres cavall · c3 blanques cavall · f3 blanques cavall · a2 blanques peó · b2 blanques peó · c2 blanques peó · d2 blanques peó · f2 blanques peó · g2 blanques peó · h2 blanques peó · a1 blanques torre · c1 blanques alfil · d1 blanques dama · e1 blanques rei · h1 blanques torre | a8 negres torre · c8 negres alfil · d8 negres dama · e8 negres rei · f8 negres alfil · h8 negres torre · a7 negres peó · b7 negres peó · c7 negres peó · d7 negres peó · f7 blanques alfil · g7 negres peó · h7 negres peó · c6 negres cavall · e5 negres peó · e4 negres cavall · c3 blanques cavall · f3 blanques cavall · a2 blanques peó · b2 blanques peó · c2 blanques peó · d2 blanques peó · f2 blanques peó · g2 blanques peó · h2 blanques peó · a1 blanques torre · c1 blanques alfil · d1 blanques dama · e1 blanques rei · h1 blanques torre | a8 negres torre · c8 negres alfil · d8 negres dama · e8 negres rei · f8 negres alfil · h8 negres torre · a7 negres peó · b7 negres peó · c7 negres peó · d7 negres peó · f7 blanques alfil · g7 negres peó · h7 negres peó · c6 negres cavall · e5 negres peó · e4 negres cavall · c3 blanques cavall · f3 blanques cavall · a2 blanques peó · b2 blanques peó · c2 blanques peó · d2 blanques peó · f2 blanques peó · g2 blanques peó · h2 blanques peó · a1 blanques torre · c1 blanques alfil · d1 blanques dama · e1 blanques rei · h1 blanques torre | a8 negres torre · c8 negres alfil · d8 negres dama · e8 negres rei · f8 negres alfil · h8 negres torre · a7 negres peó · b7 negres peó · c7 negres peó · d7 negres peó · f7 blanques alfil · g7 negres peó · h7 negres peó · c6 negres cavall · e5 negres peó · e4 negres cavall · c3 blanques cavall · f3 blanques cavall · a2 blanques peó · b2 blanques peó · c2 blanques peó · d2 blanques peó · f2 blanques peó · g2 blanques peó · h2 blanques peó · a1 blanques torre · c1 blanques alfil · d1 blanques dama · e1 blanques rei · h1 blanques torre | a8 negres torre · c8 negres alfil · d8 negres dama · e8 negres rei · f8 negres alfil · h8 negres torre · a7 negres peó · b7 negres peó · c7 negres peó · d7 negres peó · f7 blanques alfil · g7 negres peó · h7 negres peó · c6 negres cavall · e5 negres peó · e4 negres cavall · c3 blanques cavall · f3 blanques cavall · a2 blanques peó · b2 blanques peó · c2 blanques peó · d2 blanques peó · f2 blanques peó · g2 blanques peó · h2 blanques peó · a1 blanques torre · c1 blanques alfil · d1 blanques dama · e1 blanques rei · h1 blanques torre | 3 |
| 2 | a8 negres torre · c8 negres alfil · d8 negres dama · e8 negres rei · f8 negres alfil · h8 negres torre · a7 negres peó · b7 negres peó · c7 negres peó · d7 negres peó · f7 blanques alfil · g7 negres peó · h7 negres peó · c6 negres cavall · e5 negres peó · e4 negres cavall · c3 blanques cavall · f3 blanques cavall · a2 blanques peó · b2 blanques peó · c2 blanques peó · d2 blanques peó · f2 blanques peó · g2 blanques peó · h2 blanques peó · a1 blanques torre · c1 blanques alfil · d1 blanques dama · e1 blanques rei · h1 blanques torre | a8 negres torre · c8 negres alfil · d8 negres dama · e8 negres rei · f8 negres alfil · h8 negres torre · a7 negres peó · b7 negres peó · c7 negres peó · d7 negres peó · f7 blanques alfil · g7 negres peó · h7 negres peó · c6 negres cavall · e5 negres peó · e4 negres cavall · c3 blanques cavall · f3 blanques cavall · a2 blanques peó · b2 blanques peó · c2 blanques peó · d2 blanques peó · f2 blanques peó · g2 blanques peó · h2 blanques peó · a1 blanques torre · c1 blanques alfil · d1 blanques dama · e1 blanques rei · h1 blanques torre | a8 negres torre · c8 negres alfil · d8 negres dama · e8 negres rei · f8 negres alfil · h8 negres torre · a7 negres peó · b7 negres peó · c7 negres peó · d7 negres peó · f7 blanques alfil · g7 negres peó · h7 negres peó · c6 negres cavall · e5 negres peó · e4 negres cavall · c3 blanques cavall · f3 blanques cavall · a2 blanques peó · b2 blanques peó · c2 blanques peó · d2 blanques peó · f2 blanques peó · g2 blanques peó · h2 blanques peó · a1 blanques torre · c1 blanques alfil · d1 blanques dama · e1 blanques rei · h1 blanques torre | a8 negres torre · c8 negres alfil · d8 negres dama · e8 negres rei · f8 negres alfil · h8 negres torre · a7 negres peó · b7 negres peó · c7 negres peó · d7 negres peó · f7 blanques alfil · g7 negres peó · h7 negres peó · c6 negres cavall · e5 negres peó · e4 negres cavall · c3 blanques cavall · f3 blanques cavall · a2 blanques peó · b2 blanques peó · c2 blanques peó · d2 blanques peó · f2 blanques peó · g2 blanques peó · h2 blanques peó · a1 blanques torre · c1 blanques alfil · d1 blanques dama · e1 blanques rei · h1 blanques torre | a8 negres torre · c8 negres alfil · d8 negres dama · e8 negres rei · f8 negres alfil · h8 negres torre · a7 negres peó · b7 negres peó · c7 negres peó · d7 negres peó · f7 blanques alfil · g7 negres peó · h7 negres peó · c6 negres cavall · e5 negres peó · e4 negres cavall · c3 blanques cavall · f3 blanques cavall · a2 blanques peó · b2 blanques peó · c2 blanques peó · d2 blanques peó · f2 blanques peó · g2 blanques peó · h2 blanques peó · a1 blanques torre · c1 blanques alfil · d1 blanques dama · e1 blanques rei · h1 blanques torre | a8 negres torre · c8 negres alfil · d8 negres dama · e8 negres rei · f8 negres alfil · h8 negres torre · a7 negres peó · b7 negres peó · c7 negres peó · d7 negres peó · f7 blanques alfil · g7 negres peó · h7 negres peó · c6 negres cavall · e5 negres peó · e4 negres cavall · c3 blanques cavall · f3 blanques cavall · a2 blanques peó · b2 blanques peó · c2 blanques peó · d2 blanques peó · f2 blanques peó · g2 blanques peó · h2 blanques peó · a1 blanques torre · c1 blanques alfil · d1 blanques dama · e1 blanques rei · h1 blanques torre | a8 negres torre · c8 negres alfil · d8 negres dama · e8 negres rei · f8 negres alfil · h8 negres torre · a7 negres peó · b7 negres peó · c7 negres peó · d7 negres peó · f7 blanques alfil · g7 negres peó · h7 negres peó · c6 negres cavall · e5 negres peó · e4 negres cavall · c3 blanques cavall · f3 blanques cavall · a2 blanques peó · b2 blanques peó · c2 blanques peó · d2 blanques peó · f2 blanques peó · g2 blanques peó · h2 blanques peó · a1 blanques torre · c1 blanques alfil · d1 blanques dama · e1 blanques rei · h1 blanques torre | a8 negres torre · c8 negres alfil · d8 negres dama · e8 negres rei · f8 negres alfil · h8 negres torre · a7 negres peó · b7 negres peó · c7 negres peó · d7 negres peó · f7 blanques alfil · g7 negres peó · h7 negres peó · c6 negres cavall · e5 negres peó · e4 negres cavall · c3 blanques cavall · f3 blanques cavall · a2 blanques peó · b2 blanques peó · c2 blanques peó · d2 blanques peó · f2 blanques peó · g2 blanques peó · h2 blanques peó · a1 blanques torre · c1 blanques alfil · d1 blanques dama · e1 blanques rei · h1 blanques torre | 2 |
| 1 | a8 negres torre · c8 negres alfil · d8 negres dama · e8 negres rei · f8 negres alfil · h8 negres torre · a7 negres peó · b7 negres peó · c7 negres peó · d7 negres peó · f7 blanques alfil · g7 negres peó · h7 negres peó · c6 negres cavall · e5 negres peó · e4 negres cavall · c3 blanques cavall · f3 blanques cavall · a2 blanques peó · b2 blanques peó · c2 blanques peó · d2 blanques peó · f2 blanques peó · g2 blanques peó · h2 blanques peó · a1 blanques torre · c1 blanques alfil · d1 blanques dama · e1 blanques rei · h1 blanques torre | a8 negres torre · c8 negres alfil · d8 negres dama · e8 negres rei · f8 negres alfil · h8 negres torre · a7 negres peó · b7 negres peó · c7 negres peó · d7 negres peó · f7 blanques alfil · g7 negres peó · h7 negres peó · c6 negres cavall · e5 negres peó · e4 negres cavall · c3 blanques cavall · f3 blanques cavall · a2 blanques peó · b2 blanques peó · c2 blanques peó · d2 blanques peó · f2 blanques peó · g2 blanques peó · h2 blanques peó · a1 blanques torre · c1 blanques alfil · d1 blanques dama · e1 blanques rei · h1 blanques torre | a8 negres torre · c8 negres alfil · d8 negres dama · e8 negres rei · f8 negres alfil · h8 negres torre · a7 negres peó · b7 negres peó · c7 negres peó · d7 negres peó · f7 blanques alfil · g7 negres peó · h7 negres peó · c6 negres cavall · e5 negres peó · e4 negres cavall · c3 blanques cavall · f3 blanques cavall · a2 blanques peó · b2 blanques peó · c2 blanques peó · d2 blanques peó · f2 blanques peó · g2 blanques peó · h2 blanques peó · a1 blanques torre · c1 blanques alfil · d1 blanques dama · e1 blanques rei · h1 blanques torre | a8 negres torre · c8 negres alfil · d8 negres dama · e8 negres rei · f8 negres alfil · h8 negres torre · a7 negres peó · b7 negres peó · c7 negres peó · d7 negres peó · f7 blanques alfil · g7 negres peó · h7 negres peó · c6 negres cavall · e5 negres peó · e4 negres cavall · c3 blanques cavall · f3 blanques cavall · a2 blanques peó · b2 blanques peó · c2 blanques peó · d2 blanques peó · f2 blanques peó · g2 blanques peó · h2 blanques peó · a1 blanques torre · c1 blanques alfil · d1 blanques dama · e1 blanques rei · h1 blanques torre | a8 negres torre · c8 negres alfil · d8 negres dama · e8 negres rei · f8 negres alfil · h8 negres torre · a7 negres peó · b7 negres peó · c7 negres peó · d7 negres peó · f7 blanques alfil · g7 negres peó · h7 negres peó · c6 negres cavall · e5 negres peó · e4 negres cavall · c3 blanques cavall · f3 blanques cavall · a2 blanques peó · b2 blanques peó · c2 blanques peó · d2 blanques peó · f2 blanques peó · g2 blanques peó · h2 blanques peó · a1 blanques torre · c1 blanques alfil · d1 blanques dama · e1 blanques rei · h1 blanques torre | a8 negres torre · c8 negres alfil · d8 negres dama · e8 negres rei · f8 negres alfil · h8 negres torre · a7 negres peó · b7 negres peó · c7 negres peó · d7 negres peó · f7 blanques alfil · g7 negres peó · h7 negres peó · c6 negres cavall · e5 negres peó · e4 negres cavall · c3 blanques cavall · f3 blanques cavall · a2 blanques peó · b2 blanques peó · c2 blanques peó · d2 blanques peó · f2 blanques peó · g2 blanques peó · h2 blanques peó · a1 blanques torre · c1 blanques alfil · d1 blanques dama · e1 blanques rei · h1 blanques torre | a8 negres torre · c8 negres alfil · d8 negres dama · e8 negres rei · f8 negres alfil · h8 negres torre · a7 negres peó · b7 negres peó · c7 negres peó · d7 negres peó · f7 blanques alfil · g7 negres peó · h7 negres peó · c6 negres cavall · e5 negres peó · e4 negres cavall · c3 blanques cavall · f3 blanques cavall · a2 blanques peó · b2 blanques peó · c2 blanques peó · d2 blanques peó · f2 blanques peó · g2 blanques peó · h2 blanques peó · a1 blanques torre · c1 blanques alfil · d1 blanques dama · e1 blanques rei · h1 blanques torre | a8 negres torre · c8 negres alfil · d8 negres dama · e8 negres rei · f8 negres alfil · h8 negres torre · a7 negres peó · b7 negres peó · c7 negres peó · d7 negres peó · f7 blanques alfil · g7 negres peó · h7 negres peó · c6 negres cavall · e5 negres peó · e4 negres cavall · c3 blanques cavall · f3 blanques cavall · a2 blanques peó · b2 blanques peó · c2 blanques peó · d2 blanques peó · f2 blanques peó · g2 blanques peó · h2 blanques peó · a1 blanques torre · c1 blanques alfil · d1 blanques dama · e1 blanques rei · h1 blanques torre | 1 |
|   | a | b | c | d | e | f | g | h |   |

En escacs, l'enroc artifical, o també enroc a mà, és un terme que es refereix a una maniobra mitjançant la qual un rei que ha perdut el dret d'enrocar ho fa en diverses jugades ordinàries, en lloc de fer-ho en només una d'especial. Per exemple, en la següent seqüència comuna de jugades:
1. e4 e5
2. Cf3 Cc6
3. Ac4 Cf6
4. Cc3 Cxe4
5. Axf7+?! (vegeu el primer diagrama)
Les blanques han vist que si recapturaven amb 5. Cxe4, el negre respondria amb 5. ... d5, enforquillant el cavall i l'alfil i recuperant la peça perduda. En aquest cas, les negres no haurien guanyat material, però haurien destruït el centre de peons blanc. En lloc de permetre d5, les blanques esperen causar problemes a les negres retornant la peça alhora que priven el seu rei del dret a enrocar. Malgrat tot, les negres poden enrocar artificialment de manera bastant senzilla, per exemple:
|   | a | b | c | d | e | f | g | h |   |
| 8 | a8 negres torre · c8 negres alfil · d8 negres dama · f8 negres torre · g8 negres rei · a7 negres peó · b7 negres peó · c7 negres peó · d7 negres peó · e7 negres alfil · g7 negres peó · h7 negres peó · c6 negres cavall · d4 blanques cavall · e4 blanques cavall · a2 blanques peó · b2 blanques peó · c2 blanques peó · f2 blanques peó · g2 blanques peó · h2 blanques peó · a1 blanques torre · c1 blanques alfil · d1 blanques dama · f1 blanques torre · g1 blanques rei | a8 negres torre · c8 negres alfil · d8 negres dama · f8 negres torre · g8 negres rei · a7 negres peó · b7 negres peó · c7 negres peó · d7 negres peó · e7 negres alfil · g7 negres peó · h7 negres peó · c6 negres cavall · d4 blanques cavall · e4 blanques cavall · a2 blanques peó · b2 blanques peó · c2 blanques peó · f2 blanques peó · g2 blanques peó · h2 blanques peó · a1 blanques torre · c1 blanques alfil · d1 blanques dama · f1 blanques torre · g1 blanques rei | a8 negres torre · c8 negres alfil · d8 negres dama · f8 negres torre · g8 negres rei · a7 negres peó · b7 negres peó · c7 negres peó · d7 negres peó · e7 negres alfil · g7 negres peó · h7 negres peó · c6 negres cavall · d4 blanques cavall · e4 blanques cavall · a2 blanques peó · b2 blanques peó · c2 blanques peó · f2 blanques peó · g2 blanques peó · h2 blanques peó · a1 blanques torre · c1 blanques alfil · d1 blanques dama · f1 blanques torre · g1 blanques rei | a8 negres torre · c8 negres alfil · d8 negres dama · f8 negres torre · g8 negres rei · a7 negres peó · b7 negres peó · c7 negres peó · d7 negres peó · e7 negres alfil · g7 negres peó · h7 negres peó · c6 negres cavall · d4 blanques cavall · e4 blanques cavall · a2 blanques peó · b2 blanques peó · c2 blanques peó · f2 blanques peó · g2 blanques peó · h2 blanques peó · a1 blanques torre · c1 blanques alfil · d1 blanques dama · f1 blanques torre · g1 blanques rei | a8 negres torre · c8 negres alfil · d8 negres dama · f8 negres torre · g8 negres rei · a7 negres peó · b7 negres peó · c7 negres peó · d7 negres peó · e7 negres alfil · g7 negres peó · h7 negres peó · c6 negres cavall · d4 blanques cavall · e4 blanques cavall · a2 blanques peó · b2 blanques peó · c2 blanques peó · f2 blanques peó · g2 blanques peó · h2 blanques peó · a1 blanques torre · c1 blanques alfil · d1 blanques dama · f1 blanques torre · g1 blanques rei | a8 negres torre · c8 negres alfil · d8 negres dama · f8 negres torre · g8 negres rei · a7 negres peó · b7 negres peó · c7 negres peó · d7 negres peó · e7 negres alfil · g7 negres peó · h7 negres peó · c6 negres cavall · d4 blanques cavall · e4 blanques cavall · a2 blanques peó · b2 blanques peó · c2 blanques peó · f2 blanques peó · g2 blanques peó · h2 blanques peó · a1 blanques torre · c1 blanques alfil · d1 blanques dama · f1 blanques torre · g1 blanques rei | a8 negres torre · c8 negres alfil · d8 negres dama · f8 negres torre · g8 negres rei · a7 negres peó · b7 negres peó · c7 negres peó · d7 negres peó · e7 negres alfil · g7 negres peó · h7 negres peó · c6 negres cavall · d4 blanques cavall · e4 blanques cavall · a2 blanques peó · b2 blanques peó · c2 blanques peó · f2 blanques peó · g2 blanques peó · h2 blanques peó · a1 blanques torre · c1 blanques alfil · d1 blanques dama · f1 blanques torre · g1 blanques rei | a8 negres torre · c8 negres alfil · d8 negres dama · f8 negres torre · g8 negres rei · a7 negres peó · b7 negres peó · c7 negres peó · d7 negres peó · e7 negres alfil · g7 negres peó · h7 negres peó · c6 negres cavall · d4 blanques cavall · e4 blanques cavall · a2 blanques peó · b2 blanques peó · c2 blanques peó · f2 blanques peó · g2 blanques peó · h2 blanques peó · a1 blanques torre · c1 blanques alfil · d1 blanques dama · f1 blanques torre · g1 blanques rei | 8 |
| 7 | a8 negres torre · c8 negres alfil · d8 negres dama · f8 negres torre · g8 negres rei · a7 negres peó · b7 negres peó · c7 negres peó · d7 negres peó · e7 negres alfil · g7 negres peó · h7 negres peó · c6 negres cavall · d4 blanques cavall · e4 blanques cavall · a2 blanques peó · b2 blanques peó · c2 blanques peó · f2 blanques peó · g2 blanques peó · h2 blanques peó · a1 blanques torre · c1 blanques alfil · d1 blanques dama · f1 blanques torre · g1 blanques rei | a8 negres torre · c8 negres alfil · d8 negres dama · f8 negres torre · g8 negres rei · a7 negres peó · b7 negres peó · c7 negres peó · d7 negres peó · e7 negres alfil · g7 negres peó · h7 negres peó · c6 negres cavall · d4 blanques cavall · e4 blanques cavall · a2 blanques peó · b2 blanques peó · c2 blanques peó · f2 blanques peó · g2 blanques peó · h2 blanques peó · a1 blanques torre · c1 blanques alfil · d1 blanques dama · f1 blanques torre · g1 blanques rei | a8 negres torre · c8 negres alfil · d8 negres dama · f8 negres torre · g8 negres rei · a7 negres peó · b7 negres peó · c7 negres peó · d7 negres peó · e7 negres alfil · g7 negres peó · h7 negres peó · c6 negres cavall · d4 blanques cavall · e4 blanques cavall · a2 blanques peó · b2 blanques peó · c2 blanques peó · f2 blanques peó · g2 blanques peó · h2 blanques peó · a1 blanques torre · c1 blanques alfil · d1 blanques dama · f1 blanques torre · g1 blanques rei | a8 negres torre · c8 negres alfil · d8 negres dama · f8 negres torre · g8 negres rei · a7 negres peó · b7 negres peó · c7 negres peó · d7 negres peó · e7 negres alfil · g7 negres peó · h7 negres peó · c6 negres cavall · d4 blanques cavall · e4 blanques cavall · a2 blanques peó · b2 blanques peó · c2 blanques peó · f2 blanques peó · g2 blanques peó · h2 blanques peó · a1 blanques torre · c1 blanques alfil · d1 blanques dama · f1 blanques torre · g1 blanques rei | a8 negres torre · c8 negres alfil · d8 negres dama · f8 negres torre · g8 negres rei · a7 negres peó · b7 negres peó · c7 negres peó · d7 negres peó · e7 negres alfil · g7 negres peó · h7 negres peó · c6 negres cavall · d4 blanques cavall · e4 blanques cavall · a2 blanques peó · b2 blanques peó · c2 blanques peó · f2 blanques peó · g2 blanques peó · h2 blanques peó · a1 blanques torre · c1 blanques alfil · d1 blanques dama · f1 blanques torre · g1 blanques rei | a8 negres torre · c8 negres alfil · d8 negres dama · f8 negres torre · g8 negres rei · a7 negres peó · b7 negres peó · c7 negres peó · d7 negres peó · e7 negres alfil · g7 negres peó · h7 negres peó · c6 negres cavall · d4 blanques cavall · e4 blanques cavall · a2 blanques peó · b2 blanques peó · c2 blanques peó · f2 blanques peó · g2 blanques peó · h2 blanques peó · a1 blanques torre · c1 blanques alfil · d1 blanques dama · f1 blanques torre · g1 blanques rei | a8 negres torre · c8 negres alfil · d8 negres dama · f8 negres torre · g8 negres rei · a7 negres peó · b7 negres peó · c7 negres peó · d7 negres peó · e7 negres alfil · g7 negres peó · h7 negres peó · c6 negres cavall · d4 blanques cavall · e4 blanques cavall · a2 blanques peó · b2 blanques peó · c2 blanques peó · f2 blanques peó · g2 blanques peó · h2 blanques peó · a1 blanques torre · c1 blanques alfil · d1 blanques dama · f1 blanques torre · g1 blanques rei | a8 negres torre · c8 negres alfil · d8 negres dama · f8 negres torre · g8 negres rei · a7 negres peó · b7 negres peó · c7 negres peó · d7 negres peó · e7 negres alfil · g7 negres peó · h7 negres peó · c6 negres cavall · d4 blanques cavall · e4 blanques cavall · a2 blanques peó · b2 blanques peó · c2 blanques peó · f2 blanques peó · g2 blanques peó · h2 blanques peó · a1 blanques torre · c1 blanques alfil · d1 blanques dama · f1 blanques torre · g1 blanques rei | 7 |
| 6 | a8 negres torre · c8 negres alfil · d8 negres dama · f8 negres torre · g8 negres rei · a7 negres peó · b7 negres peó · c7 negres peó · d7 negres peó · e7 negres alfil · g7 negres peó · h7 negres peó · c6 negres cavall · d4 blanques cavall · e4 blanques cavall · a2 blanques peó · b2 blanques peó · c2 blanques peó · f2 blanques peó · g2 blanques peó · h2 blanques peó · a1 blanques torre · c1 blanques alfil · d1 blanques dama · f1 blanques torre · g1 blanques rei | a8 negres torre · c8 negres alfil · d8 negres dama · f8 negres torre · g8 negres rei · a7 negres peó · b7 negres peó · c7 negres peó · d7 negres peó · e7 negres alfil · g7 negres peó · h7 negres peó · c6 negres cavall · d4 blanques cavall · e4 blanques cavall · a2 blanques peó · b2 blanques peó · c2 blanques peó · f2 blanques peó · g2 blanques peó · h2 blanques peó · a1 blanques torre · c1 blanques alfil · d1 blanques dama · f1 blanques torre · g1 blanques rei | a8 negres torre · c8 negres alfil · d8 negres dama · f8 negres torre · g8 negres rei · a7 negres peó · b7 negres peó · c7 negres peó · d7 negres peó · e7 negres alfil · g7 negres peó · h7 negres peó · c6 negres cavall · d4 blanques cavall · e4 blanques cavall · a2 blanques peó · b2 blanques peó · c2 blanques peó · f2 blanques peó · g2 blanques peó · h2 blanques peó · a1 blanques torre · c1 blanques alfil · d1 blanques dama · f1 blanques torre · g1 blanques rei | a8 negres torre · c8 negres alfil · d8 negres dama · f8 negres torre · g8 negres rei · a7 negres peó · b7 negres peó · c7 negres peó · d7 negres peó · e7 negres alfil · g7 negres peó · h7 negres peó · c6 negres cavall · d4 blanques cavall · e4 blanques cavall · a2 blanques peó · b2 blanques peó · c2 blanques peó · f2 blanques peó · g2 blanques peó · h2 blanques peó · a1 blanques torre · c1 blanques alfil · d1 blanques dama · f1 blanques torre · g1 blanques rei | a8 negres torre · c8 negres alfil · d8 negres dama · f8 negres torre · g8 negres rei · a7 negres peó · b7 negres peó · c7 negres peó · d7 negres peó · e7 negres alfil · g7 negres peó · h7 negres peó · c6 negres cavall · d4 blanques cavall · e4 blanques cavall · a2 blanques peó · b2 blanques peó · c2 blanques peó · f2 blanques peó · g2 blanques peó · h2 blanques peó · a1 blanques torre · c1 blanques alfil · d1 blanques dama · f1 blanques torre · g1 blanques rei | a8 negres torre · c8 negres alfil · d8 negres dama · f8 negres torre · g8 negres rei · a7 negres peó · b7 negres peó · c7 negres peó · d7 negres peó · e7 negres alfil · g7 negres peó · h7 negres peó · c6 negres cavall · d4 blanques cavall · e4 blanques cavall · a2 blanques peó · b2 blanques peó · c2 blanques peó · f2 blanques peó · g2 blanques peó · h2 blanques peó · a1 blanques torre · c1 blanques alfil · d1 blanques dama · f1 blanques torre · g1 blanques rei | a8 negres torre · c8 negres alfil · d8 negres dama · f8 negres torre · g8 negres rei · a7 negres peó · b7 negres peó · c7 negres peó · d7 negres peó · e7 negres alfil · g7 negres peó · h7 negres peó · c6 negres cavall · d4 blanques cavall · e4 blanques cavall · a2 blanques peó · b2 blanques peó · c2 blanques peó · f2 blanques peó · g2 blanques peó · h2 blanques peó · a1 blanques torre · c1 blanques alfil · d1 blanques dama · f1 blanques torre · g1 blanques rei | a8 negres torre · c8 negres alfil · d8 negres dama · f8 negres torre · g8 negres rei · a7 negres peó · b7 negres peó · c7 negres peó · d7 negres peó · e7 negres alfil · g7 negres peó · h7 negres peó · c6 negres cavall · d4 blanques cavall · e4 blanques cavall · a2 blanques peó · b2 blanques peó · c2 blanques peó · f2 blanques peó · g2 blanques peó · h2 blanques peó · a1 blanques torre · c1 blanques alfil · d1 blanques dama · f1 blanques torre · g1 blanques rei | 6 |
| 5 | a8 negres torre · c8 negres alfil · d8 negres dama · f8 negres torre · g8 negres rei · a7 negres peó · b7 negres peó · c7 negres peó · d7 negres peó · e7 negres alfil · g7 negres peó · h7 negres peó · c6 negres cavall · d4 blanques cavall · e4 blanques cavall · a2 blanques peó · b2 blanques peó · c2 blanques peó · f2 blanques peó · g2 blanques peó · h2 blanques peó · a1 blanques torre · c1 blanques alfil · d1 blanques dama · f1 blanques torre · g1 blanques rei | a8 negres torre · c8 negres alfil · d8 negres dama · f8 negres torre · g8 negres rei · a7 negres peó · b7 negres peó · c7 negres peó · d7 negres peó · e7 negres alfil · g7 negres peó · h7 negres peó · c6 negres cavall · d4 blanques cavall · e4 blanques cavall · a2 blanques peó · b2 blanques peó · c2 blanques peó · f2 blanques peó · g2 blanques peó · h2 blanques peó · a1 blanques torre · c1 blanques alfil · d1 blanques dama · f1 blanques torre · g1 blanques rei | a8 negres torre · c8 negres alfil · d8 negres dama · f8 negres torre · g8 negres rei · a7 negres peó · b7 negres peó · c7 negres peó · d7 negres peó · e7 negres alfil · g7 negres peó · h7 negres peó · c6 negres cavall · d4 blanques cavall · e4 blanques cavall · a2 blanques peó · b2 blanques peó · c2 blanques peó · f2 blanques peó · g2 blanques peó · h2 blanques peó · a1 blanques torre · c1 blanques alfil · d1 blanques dama · f1 blanques torre · g1 blanques rei | a8 negres torre · c8 negres alfil · d8 negres dama · f8 negres torre · g8 negres rei · a7 negres peó · b7 negres peó · c7 negres peó · d7 negres peó · e7 negres alfil · g7 negres peó · h7 negres peó · c6 negres cavall · d4 blanques cavall · e4 blanques cavall · a2 blanques peó · b2 blanques peó · c2 blanques peó · f2 blanques peó · g2 blanques peó · h2 blanques peó · a1 blanques torre · c1 blanques alfil · d1 blanques dama · f1 blanques torre · g1 blanques rei | a8 negres torre · c8 negres alfil · d8 negres dama · f8 negres torre · g8 negres rei · a7 negres peó · b7 negres peó · c7 negres peó · d7 negres peó · e7 negres alfil · g7 negres peó · h7 negres peó · c6 negres cavall · d4 blanques cavall · e4 blanques cavall · a2 blanques peó · b2 blanques peó · c2 blanques peó · f2 blanques peó · g2 blanques peó · h2 blanques peó · a1 blanques torre · c1 blanques alfil · d1 blanques dama · f1 blanques torre · g1 blanques rei | a8 negres torre · c8 negres alfil · d8 negres dama · f8 negres torre · g8 negres rei · a7 negres peó · b7 negres peó · c7 negres peó · d7 negres peó · e7 negres alfil · g7 negres peó · h7 negres peó · c6 negres cavall · d4 blanques cavall · e4 blanques cavall · a2 blanques peó · b2 blanques peó · c2 blanques peó · f2 blanques peó · g2 blanques peó · h2 blanques peó · a1 blanques torre · c1 blanques alfil · d1 blanques dama · f1 blanques torre · g1 blanques rei | a8 negres torre · c8 negres alfil · d8 negres dama · f8 negres torre · g8 negres rei · a7 negres peó · b7 negres peó · c7 negres peó · d7 negres peó · e7 negres alfil · g7 negres peó · h7 negres peó · c6 negres cavall · d4 blanques cavall · e4 blanques cavall · a2 blanques peó · b2 blanques peó · c2 blanques peó · f2 blanques peó · g2 blanques peó · h2 blanques peó · a1 blanques torre · c1 blanques alfil · d1 blanques dama · f1 blanques torre · g1 blanques rei | a8 negres torre · c8 negres alfil · d8 negres dama · f8 negres torre · g8 negres rei · a7 negres peó · b7 negres peó · c7 negres peó · d7 negres peó · e7 negres alfil · g7 negres peó · h7 negres peó · c6 negres cavall · d4 blanques cavall · e4 blanques cavall · a2 blanques peó · b2 blanques peó · c2 blanques peó · f2 blanques peó · g2 blanques peó · h2 blanques peó · a1 blanques torre · c1 blanques alfil · d1 blanques dama · f1 blanques torre · g1 blanques rei | 5 |
| 4 | a8 negres torre · c8 negres alfil · d8 negres dama · f8 negres torre · g8 negres rei · a7 negres peó · b7 negres peó · c7 negres peó · d7 negres peó · e7 negres alfil · g7 negres peó · h7 negres peó · c6 negres cavall · d4 blanques cavall · e4 blanques cavall · a2 blanques peó · b2 blanques peó · c2 blanques peó · f2 blanques peó · g2 blanques peó · h2 blanques peó · a1 blanques torre · c1 blanques alfil · d1 blanques dama · f1 blanques torre · g1 blanques rei | a8 negres torre · c8 negres alfil · d8 negres dama · f8 negres torre · g8 negres rei · a7 negres peó · b7 negres peó · c7 negres peó · d7 negres peó · e7 negres alfil · g7 negres peó · h7 negres peó · c6 negres cavall · d4 blanques cavall · e4 blanques cavall · a2 blanques peó · b2 blanques peó · c2 blanques peó · f2 blanques peó · g2 blanques peó · h2 blanques peó · a1 blanques torre · c1 blanques alfil · d1 blanques dama · f1 blanques torre · g1 blanques rei | a8 negres torre · c8 negres alfil · d8 negres dama · f8 negres torre · g8 negres rei · a7 negres peó · b7 negres peó · c7 negres peó · d7 negres peó · e7 negres alfil · g7 negres peó · h7 negres peó · c6 negres cavall · d4 blanques cavall · e4 blanques cavall · a2 blanques peó · b2 blanques peó · c2 blanques peó · f2 blanques peó · g2 blanques peó · h2 blanques peó · a1 blanques torre · c1 blanques alfil · d1 blanques dama · f1 blanques torre · g1 blanques rei | a8 negres torre · c8 negres alfil · d8 negres dama · f8 negres torre · g8 negres rei · a7 negres peó · b7 negres peó · c7 negres peó · d7 negres peó · e7 negres alfil · g7 negres peó · h7 negres peó · c6 negres cavall · d4 blanques cavall · e4 blanques cavall · a2 blanques peó · b2 blanques peó · c2 blanques peó · f2 blanques peó · g2 blanques peó · h2 blanques peó · a1 blanques torre · c1 blanques alfil · d1 blanques dama · f1 blanques torre · g1 blanques rei | a8 negres torre · c8 negres alfil · d8 negres dama · f8 negres torre · g8 negres rei · a7 negres peó · b7 negres peó · c7 negres peó · d7 negres peó · e7 negres alfil · g7 negres peó · h7 negres peó · c6 negres cavall · d4 blanques cavall · e4 blanques cavall · a2 blanques peó · b2 blanques peó · c2 blanques peó · f2 blanques peó · g2 blanques peó · h2 blanques peó · a1 blanques torre · c1 blanques alfil · d1 blanques dama · f1 blanques torre · g1 blanques rei | a8 negres torre · c8 negres alfil · d8 negres dama · f8 negres torre · g8 negres rei · a7 negres peó · b7 negres peó · c7 negres peó · d7 negres peó · e7 negres alfil · g7 negres peó · h7 negres peó · c6 negres cavall · d4 blanques cavall · e4 blanques cavall · a2 blanques peó · b2 blanques peó · c2 blanques peó · f2 blanques peó · g2 blanques peó · h2 blanques peó · a1 blanques torre · c1 blanques alfil · d1 blanques dama · f1 blanques torre · g1 blanques rei | a8 negres torre · c8 negres alfil · d8 negres dama · f8 negres torre · g8 negres rei · a7 negres peó · b7 negres peó · c7 negres peó · d7 negres peó · e7 negres alfil · g7 negres peó · h7 negres peó · c6 negres cavall · d4 blanques cavall · e4 blanques cavall · a2 blanques peó · b2 blanques peó · c2 blanques peó · f2 blanques peó · g2 blanques peó · h2 blanques peó · a1 blanques torre · c1 blanques alfil · d1 blanques dama · f1 blanques torre · g1 blanques rei | a8 negres torre · c8 negres alfil · d8 negres dama · f8 negres torre · g8 negres rei · a7 negres peó · b7 negres peó · c7 negres peó · d7 negres peó · e7 negres alfil · g7 negres peó · h7 negres peó · c6 negres cavall · d4 blanques cavall · e4 blanques cavall · a2 blanques peó · b2 blanques peó · c2 blanques peó · f2 blanques peó · g2 blanques peó · h2 blanques peó · a1 blanques torre · c1 blanques alfil · d1 blanques dama · f1 blanques torre · g1 blanques rei | 4 |
| 3 | a8 negres torre · c8 negres alfil · d8 negres dama · f8 negres torre · g8 negres rei · a7 negres peó · b7 negres peó · c7 negres peó · d7 negres peó · e7 negres alfil · g7 negres peó · h7 negres peó · c6 negres cavall · d4 blanques cavall · e4 blanques cavall · a2 blanques peó · b2 blanques peó · c2 blanques peó · f2 blanques peó · g2 blanques peó · h2 blanques peó · a1 blanques torre · c1 blanques alfil · d1 blanques dama · f1 blanques torre · g1 blanques rei | a8 negres torre · c8 negres alfil · d8 negres dama · f8 negres torre · g8 negres rei · a7 negres peó · b7 negres peó · c7 negres peó · d7 negres peó · e7 negres alfil · g7 negres peó · h7 negres peó · c6 negres cavall · d4 blanques cavall · e4 blanques cavall · a2 blanques peó · b2 blanques peó · c2 blanques peó · f2 blanques peó · g2 blanques peó · h2 blanques peó · a1 blanques torre · c1 blanques alfil · d1 blanques dama · f1 blanques torre · g1 blanques rei | a8 negres torre · c8 negres alfil · d8 negres dama · f8 negres torre · g8 negres rei · a7 negres peó · b7 negres peó · c7 negres peó · d7 negres peó · e7 negres alfil · g7 negres peó · h7 negres peó · c6 negres cavall · d4 blanques cavall · e4 blanques cavall · a2 blanques peó · b2 blanques peó · c2 blanques peó · f2 blanques peó · g2 blanques peó · h2 blanques peó · a1 blanques torre · c1 blanques alfil · d1 blanques dama · f1 blanques torre · g1 blanques rei | a8 negres torre · c8 negres alfil · d8 negres dama · f8 negres torre · g8 negres rei · a7 negres peó · b7 negres peó · c7 negres peó · d7 negres peó · e7 negres alfil · g7 negres peó · h7 negres peó · c6 negres cavall · d4 blanques cavall · e4 blanques cavall · a2 blanques peó · b2 blanques peó · c2 blanques peó · f2 blanques peó · g2 blanques peó · h2 blanques peó · a1 blanques torre · c1 blanques alfil · d1 blanques dama · f1 blanques torre · g1 blanques rei | a8 negres torre · c8 negres alfil · d8 negres dama · f8 negres torre · g8 negres rei · a7 negres peó · b7 negres peó · c7 negres peó · d7 negres peó · e7 negres alfil · g7 negres peó · h7 negres peó · c6 negres cavall · d4 blanques cavall · e4 blanques cavall · a2 blanques peó · b2 blanques peó · c2 blanques peó · f2 blanques peó · g2 blanques peó · h2 blanques peó · a1 blanques torre · c1 blanques alfil · d1 blanques dama · f1 blanques torre · g1 blanques rei | a8 negres torre · c8 negres alfil · d8 negres dama · f8 negres torre · g8 negres rei · a7 negres peó · b7 negres peó · c7 negres peó · d7 negres peó · e7 negres alfil · g7 negres peó · h7 negres peó · c6 negres cavall · d4 blanques cavall · e4 blanques cavall · a2 blanques peó · b2 blanques peó · c2 blanques peó · f2 blanques peó · g2 blanques peó · h2 blanques peó · a1 blanques torre · c1 blanques alfil · d1 blanques dama · f1 blanques torre · g1 blanques rei | a8 negres torre · c8 negres alfil · d8 negres dama · f8 negres torre · g8 negres rei · a7 negres peó · b7 negres peó · c7 negres peó · d7 negres peó · e7 negres alfil · g7 negres peó · h7 negres peó · c6 negres cavall · d4 blanques cavall · e4 blanques cavall · a2 blanques peó · b2 blanques peó · c2 blanques peó · f2 blanques peó · g2 blanques peó · h2 blanques peó · a1 blanques torre · c1 blanques alfil · d1 blanques dama · f1 blanques torre · g1 blanques rei | a8 negres torre · c8 negres alfil · d8 negres dama · f8 negres torre · g8 negres rei · a7 negres peó · b7 negres peó · c7 negres peó · d7 negres peó · e7 negres alfil · g7 negres peó · h7 negres peó · c6 negres cavall · d4 blanques cavall · e4 blanques cavall · a2 blanques peó · b2 blanques peó · c2 blanques peó · f2 blanques peó · g2 blanques peó · h2 blanques peó · a1 blanques torre · c1 blanques alfil · d1 blanques dama · f1 blanques torre · g1 blanques rei | 3 |
| 2 | a8 negres torre · c8 negres alfil · d8 negres dama · f8 negres torre · g8 negres rei · a7 negres peó · b7 negres peó · c7 negres peó · d7 negres peó · e7 negres alfil · g7 negres peó · h7 negres peó · c6 negres cavall · d4 blanques cavall · e4 blanques cavall · a2 blanques peó · b2 blanques peó · c2 blanques peó · f2 blanques peó · g2 blanques peó · h2 blanques peó · a1 blanques torre · c1 blanques alfil · d1 blanques dama · f1 blanques torre · g1 blanques rei | a8 negres torre · c8 negres alfil · d8 negres dama · f8 negres torre · g8 negres rei · a7 negres peó · b7 negres peó · c7 negres peó · d7 negres peó · e7 negres alfil · g7 negres peó · h7 negres peó · c6 negres cavall · d4 blanques cavall · e4 blanques cavall · a2 blanques peó · b2 blanques peó · c2 blanques peó · f2 blanques peó · g2 blanques peó · h2 blanques peó · a1 blanques torre · c1 blanques alfil · d1 blanques dama · f1 blanques torre · g1 blanques rei | a8 negres torre · c8 negres alfil · d8 negres dama · f8 negres torre · g8 negres rei · a7 negres peó · b7 negres peó · c7 negres peó · d7 negres peó · e7 negres alfil · g7 negres peó · h7 negres peó · c6 negres cavall · d4 blanques cavall · e4 blanques cavall · a2 blanques peó · b2 blanques peó · c2 blanques peó · f2 blanques peó · g2 blanques peó · h2 blanques peó · a1 blanques torre · c1 blanques alfil · d1 blanques dama · f1 blanques torre · g1 blanques rei | a8 negres torre · c8 negres alfil · d8 negres dama · f8 negres torre · g8 negres rei · a7 negres peó · b7 negres peó · c7 negres peó · d7 negres peó · e7 negres alfil · g7 negres peó · h7 negres peó · c6 negres cavall · d4 blanques cavall · e4 blanques cavall · a2 blanques peó · b2 blanques peó · c2 blanques peó · f2 blanques peó · g2 blanques peó · h2 blanques peó · a1 blanques torre · c1 blanques alfil · d1 blanques dama · f1 blanques torre · g1 blanques rei | a8 negres torre · c8 negres alfil · d8 negres dama · f8 negres torre · g8 negres rei · a7 negres peó · b7 negres peó · c7 negres peó · d7 negres peó · e7 negres alfil · g7 negres peó · h7 negres peó · c6 negres cavall · d4 blanques cavall · e4 blanques cavall · a2 blanques peó · b2 blanques peó · c2 blanques peó · f2 blanques peó · g2 blanques peó · h2 blanques peó · a1 blanques torre · c1 blanques alfil · d1 blanques dama · f1 blanques torre · g1 blanques rei | a8 negres torre · c8 negres alfil · d8 negres dama · f8 negres torre · g8 negres rei · a7 negres peó · b7 negres peó · c7 negres peó · d7 negres peó · e7 negres alfil · g7 negres peó · h7 negres peó · c6 negres cavall · d4 blanques cavall · e4 blanques cavall · a2 blanques peó · b2 blanques peó · c2 blanques peó · f2 blanques peó · g2 blanques peó · h2 blanques peó · a1 blanques torre · c1 blanques alfil · d1 blanques dama · f1 blanques torre · g1 blanques rei | a8 negres torre · c8 negres alfil · d8 negres dama · f8 negres torre · g8 negres rei · a7 negres peó · b7 negres peó · c7 negres peó · d7 negres peó · e7 negres alfil · g7 negres peó · h7 negres peó · c6 negres cavall · d4 blanques cavall · e4 blanques cavall · a2 blanques peó · b2 blanques peó · c2 blanques peó · f2 blanques peó · g2 blanques peó · h2 blanques peó · a1 blanques torre · c1 blanques alfil · d1 blanques dama · f1 blanques torre · g1 blanques rei | a8 negres torre · c8 negres alfil · d8 negres dama · f8 negres torre · g8 negres rei · a7 negres peó · b7 negres peó · c7 negres peó · d7 negres peó · e7 negres alfil · g7 negres peó · h7 negres peó · c6 negres cavall · d4 blanques cavall · e4 blanques cavall · a2 blanques peó · b2 blanques peó · c2 blanques peó · f2 blanques peó · g2 blanques peó · h2 blanques peó · a1 blanques torre · c1 blanques alfil · d1 blanques dama · f1 blanques torre · g1 blanques rei | 2 |
| 1 | a8 negres torre · c8 negres alfil · d8 negres dama · f8 negres torre · g8 negres rei · a7 negres peó · b7 negres peó · c7 negres peó · d7 negres peó · e7 negres alfil · g7 negres peó · h7 negres peó · c6 negres cavall · d4 blanques cavall · e4 blanques cavall · a2 blanques peó · b2 blanques peó · c2 blanques peó · f2 blanques peó · g2 blanques peó · h2 blanques peó · a1 blanques torre · c1 blanques alfil · d1 blanques dama · f1 blanques torre · g1 blanques rei | a8 negres torre · c8 negres alfil · d8 negres dama · f8 negres torre · g8 negres rei · a7 negres peó · b7 negres peó · c7 negres peó · d7 negres peó · e7 negres alfil · g7 negres peó · h7 negres peó · c6 negres cavall · d4 blanques cavall · e4 blanques cavall · a2 blanques peó · b2 blanques peó · c2 blanques peó · f2 blanques peó · g2 blanques peó · h2 blanques peó · a1 blanques torre · c1 blanques alfil · d1 blanques dama · f1 blanques torre · g1 blanques rei | a8 negres torre · c8 negres alfil · d8 negres dama · f8 negres torre · g8 negres rei · a7 negres peó · b7 negres peó · c7 negres peó · d7 negres peó · e7 negres alfil · g7 negres peó · h7 negres peó · c6 negres cavall · d4 blanques cavall · e4 blanques cavall · a2 blanques peó · b2 blanques peó · c2 blanques peó · f2 blanques peó · g2 blanques peó · h2 blanques peó · a1 blanques torre · c1 blanques alfil · d1 blanques dama · f1 blanques torre · g1 blanques rei | a8 negres torre · c8 negres alfil · d8 negres dama · f8 negres torre · g8 negres rei · a7 negres peó · b7 negres peó · c7 negres peó · d7 negres peó · e7 negres alfil · g7 negres peó · h7 negres peó · c6 negres cavall · d4 blanques cavall · e4 blanques cavall · a2 blanques peó · b2 blanques peó · c2 blanques peó · f2 blanques peó · g2 blanques peó · h2 blanques peó · a1 blanques torre · c1 blanques alfil · d1 blanques dama · f1 blanques torre · g1 blanques rei | a8 negres torre · c8 negres alfil · d8 negres dama · f8 negres torre · g8 negres rei · a7 negres peó · b7 negres peó · c7 negres peó · d7 negres peó · e7 negres alfil · g7 negres peó · h7 negres peó · c6 negres cavall · d4 blanques cavall · e4 blanques cavall · a2 blanques peó · b2 blanques peó · c2 blanques peó · f2 blanques peó · g2 blanques peó · h2 blanques peó · a1 blanques torre · c1 blanques alfil · d1 blanques dama · f1 blanques torre · g1 blanques rei | a8 negres torre · c8 negres alfil · d8 negres dama · f8 negres torre · g8 negres rei · a7 negres peó · b7 negres peó · c7 negres peó · d7 negres peó · e7 negres alfil · g7 negres peó · h7 negres peó · c6 negres cavall · d4 blanques cavall · e4 blanques cavall · a2 blanques peó · b2 blanques peó · c2 blanques peó · f2 blanques peó · g2 blanques peó · h2 blanques peó · a1 blanques torre · c1 blanques alfil · d1 blanques dama · f1 blanques torre · g1 blanques rei | a8 negres torre · c8 negres alfil · d8 negres dama · f8 negres torre · g8 negres rei · a7 negres peó · b7 negres peó · c7 negres peó · d7 negres peó · e7 negres alfil · g7 negres peó · h7 negres peó · c6 negres cavall · d4 blanques cavall · e4 blanques cavall · a2 blanques peó · b2 blanques peó · c2 blanques peó · f2 blanques peó · g2 blanques peó · h2 blanques peó · a1 blanques torre · c1 blanques alfil · d1 blanques dama · f1 blanques torre · g1 blanques rei | a8 negres torre · c8 negres alfil · d8 negres dama · f8 negres torre · g8 negres rei · a7 negres peó · b7 negres peó · c7 negres peó · d7 negres peó · e7 negres alfil · g7 negres peó · h7 negres peó · c6 negres cavall · d4 blanques cavall · e4 blanques cavall · a2 blanques peó · b2 blanques peó · c2 blanques peó · f2 blanques peó · g2 blanques peó · h2 blanques peó · a1 blanques torre · c1 blanques alfil · d1 blanques dama · f1 blanques torre · g1 blanques rei | 1 |
|   | a | b | c | d | e | f | g | h |   |

5. ... Rxf7
6. Cxe4 Ae7
7. 0-0 (el blanc enroca de manera "ordinària")
7. ... Tf8 (el negre comença l'enroc artificial)
8. d4 exd4
9. cxd4 Rg8 (vegeu el segon diagrama)
Les negres han aconseguit una posició d'enroc "normal" (Tf8, Rg8), però en diverses jugades. L'absència de peons al centre indica que la seguretat del rei és un factor de gran importància en aquesta posició. El desenvolupament de les negres està una mica endarrerit, però en compensació tenen la parella d'alfils i una majoria de peons al flanc de dama, de manera que la posició és com a mínim igualada.
La següent partida entre Jonathan Mestel i Sergei Makaritxev jugada a Hastings 1979 mostra una altra manera d'enrocar artificialment:
1.e4 e5 2.Cf3 Cf6 3.Ac4 Cxe4 4.Cc3 Cc6 5.0-0 Cxc3 6.dxc3 h6 7.Dd5 Df6 8.Te1 Ad6 9.Cxe5 Axe5 10.f4 d6 11.fxe5 dxe5 12.Ab5 Ad7 13.Axc6 Axc6 14.Txe5+ Rf8 15.Dc5+ Rg8 16.Te2 Td8 17.Ae3 Rh7
El rei ha arribat finalment a un lloc segur, i ara les negres prenen la iniciativa.
18.Dxa7? The8 19.Tf2 Dg6 20.h3 Te4! 21.Ad4 Td5! 22.Td1 Tg5 23.Rf1 Te6 24.g4 Ab5+ 25.Tg1 Txg4+! 26.Rh2 Tg3 27.Tdd2 Txh3+! 28.Rxh3 Dh5+ 0-1
Un únic i divertit enroc artificial es va poder veure a la partida Heidenfeld-Hecht, jugada a l'Olimpíada d'escacs de Niça 1974:
|   | a | b | c | d | e | f | g | h |   |
| 8 | a8 negres torre · c8 negres alfil · e8 negres rei · h8 negres torre · a7 negres peó · b7 negres peó · f7 negres peó · g7 negres peó · h7 negres peó · c6 negres cavall · e6 negres peó · a5 negres dama · d5 negres peó · e5 blanques peó · c4 negres peó · d4 blanques peó · f4 blanques peó · a3 negres alfil · c3 blanques peó · f3 blanques cavall · a2 blanques peó · c2 blanques peó · e2 blanques alfil · g2 blanques peó · h2 blanques peó · a1 blanques torre · c1 blanques alfil · d1 blanques dama · e1 blanques rei · h1 blanques torre | a8 negres torre · c8 negres alfil · e8 negres rei · h8 negres torre · a7 negres peó · b7 negres peó · f7 negres peó · g7 negres peó · h7 negres peó · c6 negres cavall · e6 negres peó · a5 negres dama · d5 negres peó · e5 blanques peó · c4 negres peó · d4 blanques peó · f4 blanques peó · a3 negres alfil · c3 blanques peó · f3 blanques cavall · a2 blanques peó · c2 blanques peó · e2 blanques alfil · g2 blanques peó · h2 blanques peó · a1 blanques torre · c1 blanques alfil · d1 blanques dama · e1 blanques rei · h1 blanques torre | a8 negres torre · c8 negres alfil · e8 negres rei · h8 negres torre · a7 negres peó · b7 negres peó · f7 negres peó · g7 negres peó · h7 negres peó · c6 negres cavall · e6 negres peó · a5 negres dama · d5 negres peó · e5 blanques peó · c4 negres peó · d4 blanques peó · f4 blanques peó · a3 negres alfil · c3 blanques peó · f3 blanques cavall · a2 blanques peó · c2 blanques peó · e2 blanques alfil · g2 blanques peó · h2 blanques peó · a1 blanques torre · c1 blanques alfil · d1 blanques dama · e1 blanques rei · h1 blanques torre | a8 negres torre · c8 negres alfil · e8 negres rei · h8 negres torre · a7 negres peó · b7 negres peó · f7 negres peó · g7 negres peó · h7 negres peó · c6 negres cavall · e6 negres peó · a5 negres dama · d5 negres peó · e5 blanques peó · c4 negres peó · d4 blanques peó · f4 blanques peó · a3 negres alfil · c3 blanques peó · f3 blanques cavall · a2 blanques peó · c2 blanques peó · e2 blanques alfil · g2 blanques peó · h2 blanques peó · a1 blanques torre · c1 blanques alfil · d1 blanques dama · e1 blanques rei · h1 blanques torre | a8 negres torre · c8 negres alfil · e8 negres rei · h8 negres torre · a7 negres peó · b7 negres peó · f7 negres peó · g7 negres peó · h7 negres peó · c6 negres cavall · e6 negres peó · a5 negres dama · d5 negres peó · e5 blanques peó · c4 negres peó · d4 blanques peó · f4 blanques peó · a3 negres alfil · c3 blanques peó · f3 blanques cavall · a2 blanques peó · c2 blanques peó · e2 blanques alfil · g2 blanques peó · h2 blanques peó · a1 blanques torre · c1 blanques alfil · d1 blanques dama · e1 blanques rei · h1 blanques torre | a8 negres torre · c8 negres alfil · e8 negres rei · h8 negres torre · a7 negres peó · b7 negres peó · f7 negres peó · g7 negres peó · h7 negres peó · c6 negres cavall · e6 negres peó · a5 negres dama · d5 negres peó · e5 blanques peó · c4 negres peó · d4 blanques peó · f4 blanques peó · a3 negres alfil · c3 blanques peó · f3 blanques cavall · a2 blanques peó · c2 blanques peó · e2 blanques alfil · g2 blanques peó · h2 blanques peó · a1 blanques torre · c1 blanques alfil · d1 blanques dama · e1 blanques rei · h1 blanques torre | a8 negres torre · c8 negres alfil · e8 negres rei · h8 negres torre · a7 negres peó · b7 negres peó · f7 negres peó · g7 negres peó · h7 negres peó · c6 negres cavall · e6 negres peó · a5 negres dama · d5 negres peó · e5 blanques peó · c4 negres peó · d4 blanques peó · f4 blanques peó · a3 negres alfil · c3 blanques peó · f3 blanques cavall · a2 blanques peó · c2 blanques peó · e2 blanques alfil · g2 blanques peó · h2 blanques peó · a1 blanques torre · c1 blanques alfil · d1 blanques dama · e1 blanques rei · h1 blanques torre | a8 negres torre · c8 negres alfil · e8 negres rei · h8 negres torre · a7 negres peó · b7 negres peó · f7 negres peó · g7 negres peó · h7 negres peó · c6 negres cavall · e6 negres peó · a5 negres dama · d5 negres peó · e5 blanques peó · c4 negres peó · d4 blanques peó · f4 blanques peó · a3 negres alfil · c3 blanques peó · f3 blanques cavall · a2 blanques peó · c2 blanques peó · e2 blanques alfil · g2 blanques peó · h2 blanques peó · a1 blanques torre · c1 blanques alfil · d1 blanques dama · e1 blanques rei · h1 blanques torre | 8 |
| 7 | a8 negres torre · c8 negres alfil · e8 negres rei · h8 negres torre · a7 negres peó · b7 negres peó · f7 negres peó · g7 negres peó · h7 negres peó · c6 negres cavall · e6 negres peó · a5 negres dama · d5 negres peó · e5 blanques peó · c4 negres peó · d4 blanques peó · f4 blanques peó · a3 negres alfil · c3 blanques peó · f3 blanques cavall · a2 blanques peó · c2 blanques peó · e2 blanques alfil · g2 blanques peó · h2 blanques peó · a1 blanques torre · c1 blanques alfil · d1 blanques dama · e1 blanques rei · h1 blanques torre | a8 negres torre · c8 negres alfil · e8 negres rei · h8 negres torre · a7 negres peó · b7 negres peó · f7 negres peó · g7 negres peó · h7 negres peó · c6 negres cavall · e6 negres peó · a5 negres dama · d5 negres peó · e5 blanques peó · c4 negres peó · d4 blanques peó · f4 blanques peó · a3 negres alfil · c3 blanques peó · f3 blanques cavall · a2 blanques peó · c2 blanques peó · e2 blanques alfil · g2 blanques peó · h2 blanques peó · a1 blanques torre · c1 blanques alfil · d1 blanques dama · e1 blanques rei · h1 blanques torre | a8 negres torre · c8 negres alfil · e8 negres rei · h8 negres torre · a7 negres peó · b7 negres peó · f7 negres peó · g7 negres peó · h7 negres peó · c6 negres cavall · e6 negres peó · a5 negres dama · d5 negres peó · e5 blanques peó · c4 negres peó · d4 blanques peó · f4 blanques peó · a3 negres alfil · c3 blanques peó · f3 blanques cavall · a2 blanques peó · c2 blanques peó · e2 blanques alfil · g2 blanques peó · h2 blanques peó · a1 blanques torre · c1 blanques alfil · d1 blanques dama · e1 blanques rei · h1 blanques torre | a8 negres torre · c8 negres alfil · e8 negres rei · h8 negres torre · a7 negres peó · b7 negres peó · f7 negres peó · g7 negres peó · h7 negres peó · c6 negres cavall · e6 negres peó · a5 negres dama · d5 negres peó · e5 blanques peó · c4 negres peó · d4 blanques peó · f4 blanques peó · a3 negres alfil · c3 blanques peó · f3 blanques cavall · a2 blanques peó · c2 blanques peó · e2 blanques alfil · g2 blanques peó · h2 blanques peó · a1 blanques torre · c1 blanques alfil · d1 blanques dama · e1 blanques rei · h1 blanques torre | a8 negres torre · c8 negres alfil · e8 negres rei · h8 negres torre · a7 negres peó · b7 negres peó · f7 negres peó · g7 negres peó · h7 negres peó · c6 negres cavall · e6 negres peó · a5 negres dama · d5 negres peó · e5 blanques peó · c4 negres peó · d4 blanques peó · f4 blanques peó · a3 negres alfil · c3 blanques peó · f3 blanques cavall · a2 blanques peó · c2 blanques peó · e2 blanques alfil · g2 blanques peó · h2 blanques peó · a1 blanques torre · c1 blanques alfil · d1 blanques dama · e1 blanques rei · h1 blanques torre | a8 negres torre · c8 negres alfil · e8 negres rei · h8 negres torre · a7 negres peó · b7 negres peó · f7 negres peó · g7 negres peó · h7 negres peó · c6 negres cavall · e6 negres peó · a5 negres dama · d5 negres peó · e5 blanques peó · c4 negres peó · d4 blanques peó · f4 blanques peó · a3 negres alfil · c3 blanques peó · f3 blanques cavall · a2 blanques peó · c2 blanques peó · e2 blanques alfil · g2 blanques peó · h2 blanques peó · a1 blanques torre · c1 blanques alfil · d1 blanques dama · e1 blanques rei · h1 blanques torre | a8 negres torre · c8 negres alfil · e8 negres rei · h8 negres torre · a7 negres peó · b7 negres peó · f7 negres peó · g7 negres peó · h7 negres peó · c6 negres cavall · e6 negres peó · a5 negres dama · d5 negres peó · e5 blanques peó · c4 negres peó · d4 blanques peó · f4 blanques peó · a3 negres alfil · c3 blanques peó · f3 blanques cavall · a2 blanques peó · c2 blanques peó · e2 blanques alfil · g2 blanques peó · h2 blanques peó · a1 blanques torre · c1 blanques alfil · d1 blanques dama · e1 blanques rei · h1 blanques torre | a8 negres torre · c8 negres alfil · e8 negres rei · h8 negres torre · a7 negres peó · b7 negres peó · f7 negres peó · g7 negres peó · h7 negres peó · c6 negres cavall · e6 negres peó · a5 negres dama · d5 negres peó · e5 blanques peó · c4 negres peó · d4 blanques peó · f4 blanques peó · a3 negres alfil · c3 blanques peó · f3 blanques cavall · a2 blanques peó · c2 blanques peó · e2 blanques alfil · g2 blanques peó · h2 blanques peó · a1 blanques torre · c1 blanques alfil · d1 blanques dama · e1 blanques rei · h1 blanques torre | 7 |
| 6 | a8 negres torre · c8 negres alfil · e8 negres rei · h8 negres torre · a7 negres peó · b7 negres peó · f7 negres peó · g7 negres peó · h7 negres peó · c6 negres cavall · e6 negres peó · a5 negres dama · d5 negres peó · e5 blanques peó · c4 negres peó · d4 blanques peó · f4 blanques peó · a3 negres alfil · c3 blanques peó · f3 blanques cavall · a2 blanques peó · c2 blanques peó · e2 blanques alfil · g2 blanques peó · h2 blanques peó · a1 blanques torre · c1 blanques alfil · d1 blanques dama · e1 blanques rei · h1 blanques torre | a8 negres torre · c8 negres alfil · e8 negres rei · h8 negres torre · a7 negres peó · b7 negres peó · f7 negres peó · g7 negres peó · h7 negres peó · c6 negres cavall · e6 negres peó · a5 negres dama · d5 negres peó · e5 blanques peó · c4 negres peó · d4 blanques peó · f4 blanques peó · a3 negres alfil · c3 blanques peó · f3 blanques cavall · a2 blanques peó · c2 blanques peó · e2 blanques alfil · g2 blanques peó · h2 blanques peó · a1 blanques torre · c1 blanques alfil · d1 blanques dama · e1 blanques rei · h1 blanques torre | a8 negres torre · c8 negres alfil · e8 negres rei · h8 negres torre · a7 negres peó · b7 negres peó · f7 negres peó · g7 negres peó · h7 negres peó · c6 negres cavall · e6 negres peó · a5 negres dama · d5 negres peó · e5 blanques peó · c4 negres peó · d4 blanques peó · f4 blanques peó · a3 negres alfil · c3 blanques peó · f3 blanques cavall · a2 blanques peó · c2 blanques peó · e2 blanques alfil · g2 blanques peó · h2 blanques peó · a1 blanques torre · c1 blanques alfil · d1 blanques dama · e1 blanques rei · h1 blanques torre | a8 negres torre · c8 negres alfil · e8 negres rei · h8 negres torre · a7 negres peó · b7 negres peó · f7 negres peó · g7 negres peó · h7 negres peó · c6 negres cavall · e6 negres peó · a5 negres dama · d5 negres peó · e5 blanques peó · c4 negres peó · d4 blanques peó · f4 blanques peó · a3 negres alfil · c3 blanques peó · f3 blanques cavall · a2 blanques peó · c2 blanques peó · e2 blanques alfil · g2 blanques peó · h2 blanques peó · a1 blanques torre · c1 blanques alfil · d1 blanques dama · e1 blanques rei · h1 blanques torre | a8 negres torre · c8 negres alfil · e8 negres rei · h8 negres torre · a7 negres peó · b7 negres peó · f7 negres peó · g7 negres peó · h7 negres peó · c6 negres cavall · e6 negres peó · a5 negres dama · d5 negres peó · e5 blanques peó · c4 negres peó · d4 blanques peó · f4 blanques peó · a3 negres alfil · c3 blanques peó · f3 blanques cavall · a2 blanques peó · c2 blanques peó · e2 blanques alfil · g2 blanques peó · h2 blanques peó · a1 blanques torre · c1 blanques alfil · d1 blanques dama · e1 blanques rei · h1 blanques torre | a8 negres torre · c8 negres alfil · e8 negres rei · h8 negres torre · a7 negres peó · b7 negres peó · f7 negres peó · g7 negres peó · h7 negres peó · c6 negres cavall · e6 negres peó · a5 negres dama · d5 negres peó · e5 blanques peó · c4 negres peó · d4 blanques peó · f4 blanques peó · a3 negres alfil · c3 blanques peó · f3 blanques cavall · a2 blanques peó · c2 blanques peó · e2 blanques alfil · g2 blanques peó · h2 blanques peó · a1 blanques torre · c1 blanques alfil · d1 blanques dama · e1 blanques rei · h1 blanques torre | a8 negres torre · c8 negres alfil · e8 negres rei · h8 negres torre · a7 negres peó · b7 negres peó · f7 negres peó · g7 negres peó · h7 negres peó · c6 negres cavall · e6 negres peó · a5 negres dama · d5 negres peó · e5 blanques peó · c4 negres peó · d4 blanques peó · f4 blanques peó · a3 negres alfil · c3 blanques peó · f3 blanques cavall · a2 blanques peó · c2 blanques peó · e2 blanques alfil · g2 blanques peó · h2 blanques peó · a1 blanques torre · c1 blanques alfil · d1 blanques dama · e1 blanques rei · h1 blanques torre | a8 negres torre · c8 negres alfil · e8 negres rei · h8 negres torre · a7 negres peó · b7 negres peó · f7 negres peó · g7 negres peó · h7 negres peó · c6 negres cavall · e6 negres peó · a5 negres dama · d5 negres peó · e5 blanques peó · c4 negres peó · d4 blanques peó · f4 blanques peó · a3 negres alfil · c3 blanques peó · f3 blanques cavall · a2 blanques peó · c2 blanques peó · e2 blanques alfil · g2 blanques peó · h2 blanques peó · a1 blanques torre · c1 blanques alfil · d1 blanques dama · e1 blanques rei · h1 blanques torre | 6 |
| 5 | a8 negres torre · c8 negres alfil · e8 negres rei · h8 negres torre · a7 negres peó · b7 negres peó · f7 negres peó · g7 negres peó · h7 negres peó · c6 negres cavall · e6 negres peó · a5 negres dama · d5 negres peó · e5 blanques peó · c4 negres peó · d4 blanques peó · f4 blanques peó · a3 negres alfil · c3 blanques peó · f3 blanques cavall · a2 blanques peó · c2 blanques peó · e2 blanques alfil · g2 blanques peó · h2 blanques peó · a1 blanques torre · c1 blanques alfil · d1 blanques dama · e1 blanques rei · h1 blanques torre | a8 negres torre · c8 negres alfil · e8 negres rei · h8 negres torre · a7 negres peó · b7 negres peó · f7 negres peó · g7 negres peó · h7 negres peó · c6 negres cavall · e6 negres peó · a5 negres dama · d5 negres peó · e5 blanques peó · c4 negres peó · d4 blanques peó · f4 blanques peó · a3 negres alfil · c3 blanques peó · f3 blanques cavall · a2 blanques peó · c2 blanques peó · e2 blanques alfil · g2 blanques peó · h2 blanques peó · a1 blanques torre · c1 blanques alfil · d1 blanques dama · e1 blanques rei · h1 blanques torre | a8 negres torre · c8 negres alfil · e8 negres rei · h8 negres torre · a7 negres peó · b7 negres peó · f7 negres peó · g7 negres peó · h7 negres peó · c6 negres cavall · e6 negres peó · a5 negres dama · d5 negres peó · e5 blanques peó · c4 negres peó · d4 blanques peó · f4 blanques peó · a3 negres alfil · c3 blanques peó · f3 blanques cavall · a2 blanques peó · c2 blanques peó · e2 blanques alfil · g2 blanques peó · h2 blanques peó · a1 blanques torre · c1 blanques alfil · d1 blanques dama · e1 blanques rei · h1 blanques torre | a8 negres torre · c8 negres alfil · e8 negres rei · h8 negres torre · a7 negres peó · b7 negres peó · f7 negres peó · g7 negres peó · h7 negres peó · c6 negres cavall · e6 negres peó · a5 negres dama · d5 negres peó · e5 blanques peó · c4 negres peó · d4 blanques peó · f4 blanques peó · a3 negres alfil · c3 blanques peó · f3 blanques cavall · a2 blanques peó · c2 blanques peó · e2 blanques alfil · g2 blanques peó · h2 blanques peó · a1 blanques torre · c1 blanques alfil · d1 blanques dama · e1 blanques rei · h1 blanques torre | a8 negres torre · c8 negres alfil · e8 negres rei · h8 negres torre · a7 negres peó · b7 negres peó · f7 negres peó · g7 negres peó · h7 negres peó · c6 negres cavall · e6 negres peó · a5 negres dama · d5 negres peó · e5 blanques peó · c4 negres peó · d4 blanques peó · f4 blanques peó · a3 negres alfil · c3 blanques peó · f3 blanques cavall · a2 blanques peó · c2 blanques peó · e2 blanques alfil · g2 blanques peó · h2 blanques peó · a1 blanques torre · c1 blanques alfil · d1 blanques dama · e1 blanques rei · h1 blanques torre | a8 negres torre · c8 negres alfil · e8 negres rei · h8 negres torre · a7 negres peó · b7 negres peó · f7 negres peó · g7 negres peó · h7 negres peó · c6 negres cavall · e6 negres peó · a5 negres dama · d5 negres peó · e5 blanques peó · c4 negres peó · d4 blanques peó · f4 blanques peó · a3 negres alfil · c3 blanques peó · f3 blanques cavall · a2 blanques peó · c2 blanques peó · e2 blanques alfil · g2 blanques peó · h2 blanques peó · a1 blanques torre · c1 blanques alfil · d1 blanques dama · e1 blanques rei · h1 blanques torre | a8 negres torre · c8 negres alfil · e8 negres rei · h8 negres torre · a7 negres peó · b7 negres peó · f7 negres peó · g7 negres peó · h7 negres peó · c6 negres cavall · e6 negres peó · a5 negres dama · d5 negres peó · e5 blanques peó · c4 negres peó · d4 blanques peó · f4 blanques peó · a3 negres alfil · c3 blanques peó · f3 blanques cavall · a2 blanques peó · c2 blanques peó · e2 blanques alfil · g2 blanques peó · h2 blanques peó · a1 blanques torre · c1 blanques alfil · d1 blanques dama · e1 blanques rei · h1 blanques torre | a8 negres torre · c8 negres alfil · e8 negres rei · h8 negres torre · a7 negres peó · b7 negres peó · f7 negres peó · g7 negres peó · h7 negres peó · c6 negres cavall · e6 negres peó · a5 negres dama · d5 negres peó · e5 blanques peó · c4 negres peó · d4 blanques peó · f4 blanques peó · a3 negres alfil · c3 blanques peó · f3 blanques cavall · a2 blanques peó · c2 blanques peó · e2 blanques alfil · g2 blanques peó · h2 blanques peó · a1 blanques torre · c1 blanques alfil · d1 blanques dama · e1 blanques rei · h1 blanques torre | 5 |
| 4 | a8 negres torre · c8 negres alfil · e8 negres rei · h8 negres torre · a7 negres peó · b7 negres peó · f7 negres peó · g7 negres peó · h7 negres peó · c6 negres cavall · e6 negres peó · a5 negres dama · d5 negres peó · e5 blanques peó · c4 negres peó · d4 blanques peó · f4 blanques peó · a3 negres alfil · c3 blanques peó · f3 blanques cavall · a2 blanques peó · c2 blanques peó · e2 blanques alfil · g2 blanques peó · h2 blanques peó · a1 blanques torre · c1 blanques alfil · d1 blanques dama · e1 blanques rei · h1 blanques torre | a8 negres torre · c8 negres alfil · e8 negres rei · h8 negres torre · a7 negres peó · b7 negres peó · f7 negres peó · g7 negres peó · h7 negres peó · c6 negres cavall · e6 negres peó · a5 negres dama · d5 negres peó · e5 blanques peó · c4 negres peó · d4 blanques peó · f4 blanques peó · a3 negres alfil · c3 blanques peó · f3 blanques cavall · a2 blanques peó · c2 blanques peó · e2 blanques alfil · g2 blanques peó · h2 blanques peó · a1 blanques torre · c1 blanques alfil · d1 blanques dama · e1 blanques rei · h1 blanques torre | a8 negres torre · c8 negres alfil · e8 negres rei · h8 negres torre · a7 negres peó · b7 negres peó · f7 negres peó · g7 negres peó · h7 negres peó · c6 negres cavall · e6 negres peó · a5 negres dama · d5 negres peó · e5 blanques peó · c4 negres peó · d4 blanques peó · f4 blanques peó · a3 negres alfil · c3 blanques peó · f3 blanques cavall · a2 blanques peó · c2 blanques peó · e2 blanques alfil · g2 blanques peó · h2 blanques peó · a1 blanques torre · c1 blanques alfil · d1 blanques dama · e1 blanques rei · h1 blanques torre | a8 negres torre · c8 negres alfil · e8 negres rei · h8 negres torre · a7 negres peó · b7 negres peó · f7 negres peó · g7 negres peó · h7 negres peó · c6 negres cavall · e6 negres peó · a5 negres dama · d5 negres peó · e5 blanques peó · c4 negres peó · d4 blanques peó · f4 blanques peó · a3 negres alfil · c3 blanques peó · f3 blanques cavall · a2 blanques peó · c2 blanques peó · e2 blanques alfil · g2 blanques peó · h2 blanques peó · a1 blanques torre · c1 blanques alfil · d1 blanques dama · e1 blanques rei · h1 blanques torre | a8 negres torre · c8 negres alfil · e8 negres rei · h8 negres torre · a7 negres peó · b7 negres peó · f7 negres peó · g7 negres peó · h7 negres peó · c6 negres cavall · e6 negres peó · a5 negres dama · d5 negres peó · e5 blanques peó · c4 negres peó · d4 blanques peó · f4 blanques peó · a3 negres alfil · c3 blanques peó · f3 blanques cavall · a2 blanques peó · c2 blanques peó · e2 blanques alfil · g2 blanques peó · h2 blanques peó · a1 blanques torre · c1 blanques alfil · d1 blanques dama · e1 blanques rei · h1 blanques torre | a8 negres torre · c8 negres alfil · e8 negres rei · h8 negres torre · a7 negres peó · b7 negres peó · f7 negres peó · g7 negres peó · h7 negres peó · c6 negres cavall · e6 negres peó · a5 negres dama · d5 negres peó · e5 blanques peó · c4 negres peó · d4 blanques peó · f4 blanques peó · a3 negres alfil · c3 blanques peó · f3 blanques cavall · a2 blanques peó · c2 blanques peó · e2 blanques alfil · g2 blanques peó · h2 blanques peó · a1 blanques torre · c1 blanques alfil · d1 blanques dama · e1 blanques rei · h1 blanques torre | a8 negres torre · c8 negres alfil · e8 negres rei · h8 negres torre · a7 negres peó · b7 negres peó · f7 negres peó · g7 negres peó · h7 negres peó · c6 negres cavall · e6 negres peó · a5 negres dama · d5 negres peó · e5 blanques peó · c4 negres peó · d4 blanques peó · f4 blanques peó · a3 negres alfil · c3 blanques peó · f3 blanques cavall · a2 blanques peó · c2 blanques peó · e2 blanques alfil · g2 blanques peó · h2 blanques peó · a1 blanques torre · c1 blanques alfil · d1 blanques dama · e1 blanques rei · h1 blanques torre | a8 negres torre · c8 negres alfil · e8 negres rei · h8 negres torre · a7 negres peó · b7 negres peó · f7 negres peó · g7 negres peó · h7 negres peó · c6 negres cavall · e6 negres peó · a5 negres dama · d5 negres peó · e5 blanques peó · c4 negres peó · d4 blanques peó · f4 blanques peó · a3 negres alfil · c3 blanques peó · f3 blanques cavall · a2 blanques peó · c2 blanques peó · e2 blanques alfil · g2 blanques peó · h2 blanques peó · a1 blanques torre · c1 blanques alfil · d1 blanques dama · e1 blanques rei · h1 blanques torre | 4 |
| 3 | a8 negres torre · c8 negres alfil · e8 negres rei · h8 negres torre · a7 negres peó · b7 negres peó · f7 negres peó · g7 negres peó · h7 negres peó · c6 negres cavall · e6 negres peó · a5 negres dama · d5 negres peó · e5 blanques peó · c4 negres peó · d4 blanques peó · f4 blanques peó · a3 negres alfil · c3 blanques peó · f3 blanques cavall · a2 blanques peó · c2 blanques peó · e2 blanques alfil · g2 blanques peó · h2 blanques peó · a1 blanques torre · c1 blanques alfil · d1 blanques dama · e1 blanques rei · h1 blanques torre | a8 negres torre · c8 negres alfil · e8 negres rei · h8 negres torre · a7 negres peó · b7 negres peó · f7 negres peó · g7 negres peó · h7 negres peó · c6 negres cavall · e6 negres peó · a5 negres dama · d5 negres peó · e5 blanques peó · c4 negres peó · d4 blanques peó · f4 blanques peó · a3 negres alfil · c3 blanques peó · f3 blanques cavall · a2 blanques peó · c2 blanques peó · e2 blanques alfil · g2 blanques peó · h2 blanques peó · a1 blanques torre · c1 blanques alfil · d1 blanques dama · e1 blanques rei · h1 blanques torre | a8 negres torre · c8 negres alfil · e8 negres rei · h8 negres torre · a7 negres peó · b7 negres peó · f7 negres peó · g7 negres peó · h7 negres peó · c6 negres cavall · e6 negres peó · a5 negres dama · d5 negres peó · e5 blanques peó · c4 negres peó · d4 blanques peó · f4 blanques peó · a3 negres alfil · c3 blanques peó · f3 blanques cavall · a2 blanques peó · c2 blanques peó · e2 blanques alfil · g2 blanques peó · h2 blanques peó · a1 blanques torre · c1 blanques alfil · d1 blanques dama · e1 blanques rei · h1 blanques torre | a8 negres torre · c8 negres alfil · e8 negres rei · h8 negres torre · a7 negres peó · b7 negres peó · f7 negres peó · g7 negres peó · h7 negres peó · c6 negres cavall · e6 negres peó · a5 negres dama · d5 negres peó · e5 blanques peó · c4 negres peó · d4 blanques peó · f4 blanques peó · a3 negres alfil · c3 blanques peó · f3 blanques cavall · a2 blanques peó · c2 blanques peó · e2 blanques alfil · g2 blanques peó · h2 blanques peó · a1 blanques torre · c1 blanques alfil · d1 blanques dama · e1 blanques rei · h1 blanques torre | a8 negres torre · c8 negres alfil · e8 negres rei · h8 negres torre · a7 negres peó · b7 negres peó · f7 negres peó · g7 negres peó · h7 negres peó · c6 negres cavall · e6 negres peó · a5 negres dama · d5 negres peó · e5 blanques peó · c4 negres peó · d4 blanques peó · f4 blanques peó · a3 negres alfil · c3 blanques peó · f3 blanques cavall · a2 blanques peó · c2 blanques peó · e2 blanques alfil · g2 blanques peó · h2 blanques peó · a1 blanques torre · c1 blanques alfil · d1 blanques dama · e1 blanques rei · h1 blanques torre | a8 negres torre · c8 negres alfil · e8 negres rei · h8 negres torre · a7 negres peó · b7 negres peó · f7 negres peó · g7 negres peó · h7 negres peó · c6 negres cavall · e6 negres peó · a5 negres dama · d5 negres peó · e5 blanques peó · c4 negres peó · d4 blanques peó · f4 blanques peó · a3 negres alfil · c3 blanques peó · f3 blanques cavall · a2 blanques peó · c2 blanques peó · e2 blanques alfil · g2 blanques peó · h2 blanques peó · a1 blanques torre · c1 blanques alfil · d1 blanques dama · e1 blanques rei · h1 blanques torre | a8 negres torre · c8 negres alfil · e8 negres rei · h8 negres torre · a7 negres peó · b7 negres peó · f7 negres peó · g7 negres peó · h7 negres peó · c6 negres cavall · e6 negres peó · a5 negres dama · d5 negres peó · e5 blanques peó · c4 negres peó · d4 blanques peó · f4 blanques peó · a3 negres alfil · c3 blanques peó · f3 blanques cavall · a2 blanques peó · c2 blanques peó · e2 blanques alfil · g2 blanques peó · h2 blanques peó · a1 blanques torre · c1 blanques alfil · d1 blanques dama · e1 blanques rei · h1 blanques torre | a8 negres torre · c8 negres alfil · e8 negres rei · h8 negres torre · a7 negres peó · b7 negres peó · f7 negres peó · g7 negres peó · h7 negres peó · c6 negres cavall · e6 negres peó · a5 negres dama · d5 negres peó · e5 blanques peó · c4 negres peó · d4 blanques peó · f4 blanques peó · a3 negres alfil · c3 blanques peó · f3 blanques cavall · a2 blanques peó · c2 blanques peó · e2 blanques alfil · g2 blanques peó · h2 blanques peó · a1 blanques torre · c1 blanques alfil · d1 blanques dama · e1 blanques rei · h1 blanques torre | 3 |
| 2 | a8 negres torre · c8 negres alfil · e8 negres rei · h8 negres torre · a7 negres peó · b7 negres peó · f7 negres peó · g7 negres peó · h7 negres peó · c6 negres cavall · e6 negres peó · a5 negres dama · d5 negres peó · e5 blanques peó · c4 negres peó · d4 blanques peó · f4 blanques peó · a3 negres alfil · c3 blanques peó · f3 blanques cavall · a2 blanques peó · c2 blanques peó · e2 blanques alfil · g2 blanques peó · h2 blanques peó · a1 blanques torre · c1 blanques alfil · d1 blanques dama · e1 blanques rei · h1 blanques torre | a8 negres torre · c8 negres alfil · e8 negres rei · h8 negres torre · a7 negres peó · b7 negres peó · f7 negres peó · g7 negres peó · h7 negres peó · c6 negres cavall · e6 negres peó · a5 negres dama · d5 negres peó · e5 blanques peó · c4 negres peó · d4 blanques peó · f4 blanques peó · a3 negres alfil · c3 blanques peó · f3 blanques cavall · a2 blanques peó · c2 blanques peó · e2 blanques alfil · g2 blanques peó · h2 blanques peó · a1 blanques torre · c1 blanques alfil · d1 blanques dama · e1 blanques rei · h1 blanques torre | a8 negres torre · c8 negres alfil · e8 negres rei · h8 negres torre · a7 negres peó · b7 negres peó · f7 negres peó · g7 negres peó · h7 negres peó · c6 negres cavall · e6 negres peó · a5 negres dama · d5 negres peó · e5 blanques peó · c4 negres peó · d4 blanques peó · f4 blanques peó · a3 negres alfil · c3 blanques peó · f3 blanques cavall · a2 blanques peó · c2 blanques peó · e2 blanques alfil · g2 blanques peó · h2 blanques peó · a1 blanques torre · c1 blanques alfil · d1 blanques dama · e1 blanques rei · h1 blanques torre | a8 negres torre · c8 negres alfil · e8 negres rei · h8 negres torre · a7 negres peó · b7 negres peó · f7 negres peó · g7 negres peó · h7 negres peó · c6 negres cavall · e6 negres peó · a5 negres dama · d5 negres peó · e5 blanques peó · c4 negres peó · d4 blanques peó · f4 blanques peó · a3 negres alfil · c3 blanques peó · f3 blanques cavall · a2 blanques peó · c2 blanques peó · e2 blanques alfil · g2 blanques peó · h2 blanques peó · a1 blanques torre · c1 blanques alfil · d1 blanques dama · e1 blanques rei · h1 blanques torre | a8 negres torre · c8 negres alfil · e8 negres rei · h8 negres torre · a7 negres peó · b7 negres peó · f7 negres peó · g7 negres peó · h7 negres peó · c6 negres cavall · e6 negres peó · a5 negres dama · d5 negres peó · e5 blanques peó · c4 negres peó · d4 blanques peó · f4 blanques peó · a3 negres alfil · c3 blanques peó · f3 blanques cavall · a2 blanques peó · c2 blanques peó · e2 blanques alfil · g2 blanques peó · h2 blanques peó · a1 blanques torre · c1 blanques alfil · d1 blanques dama · e1 blanques rei · h1 blanques torre | a8 negres torre · c8 negres alfil · e8 negres rei · h8 negres torre · a7 negres peó · b7 negres peó · f7 negres peó · g7 negres peó · h7 negres peó · c6 negres cavall · e6 negres peó · a5 negres dama · d5 negres peó · e5 blanques peó · c4 negres peó · d4 blanques peó · f4 blanques peó · a3 negres alfil · c3 blanques peó · f3 blanques cavall · a2 blanques peó · c2 blanques peó · e2 blanques alfil · g2 blanques peó · h2 blanques peó · a1 blanques torre · c1 blanques alfil · d1 blanques dama · e1 blanques rei · h1 blanques torre | a8 negres torre · c8 negres alfil · e8 negres rei · h8 negres torre · a7 negres peó · b7 negres peó · f7 negres peó · g7 negres peó · h7 negres peó · c6 negres cavall · e6 negres peó · a5 negres dama · d5 negres peó · e5 blanques peó · c4 negres peó · d4 blanques peó · f4 blanques peó · a3 negres alfil · c3 blanques peó · f3 blanques cavall · a2 blanques peó · c2 blanques peó · e2 blanques alfil · g2 blanques peó · h2 blanques peó · a1 blanques torre · c1 blanques alfil · d1 blanques dama · e1 blanques rei · h1 blanques torre | a8 negres torre · c8 negres alfil · e8 negres rei · h8 negres torre · a7 negres peó · b7 negres peó · f7 negres peó · g7 negres peó · h7 negres peó · c6 negres cavall · e6 negres peó · a5 negres dama · d5 negres peó · e5 blanques peó · c4 negres peó · d4 blanques peó · f4 blanques peó · a3 negres alfil · c3 blanques peó · f3 blanques cavall · a2 blanques peó · c2 blanques peó · e2 blanques alfil · g2 blanques peó · h2 blanques peó · a1 blanques torre · c1 blanques alfil · d1 blanques dama · e1 blanques rei · h1 blanques torre | 2 |
| 1 | a8 negres torre · c8 negres alfil · e8 negres rei · h8 negres torre · a7 negres peó · b7 negres peó · f7 negres peó · g7 negres peó · h7 negres peó · c6 negres cavall · e6 negres peó · a5 negres dama · d5 negres peó · e5 blanques peó · c4 negres peó · d4 blanques peó · f4 blanques peó · a3 negres alfil · c3 blanques peó · f3 blanques cavall · a2 blanques peó · c2 blanques peó · e2 blanques alfil · g2 blanques peó · h2 blanques peó · a1 blanques torre · c1 blanques alfil · d1 blanques dama · e1 blanques rei · h1 blanques torre | a8 negres torre · c8 negres alfil · e8 negres rei · h8 negres torre · a7 negres peó · b7 negres peó · f7 negres peó · g7 negres peó · h7 negres peó · c6 negres cavall · e6 negres peó · a5 negres dama · d5 negres peó · e5 blanques peó · c4 negres peó · d4 blanques peó · f4 blanques peó · a3 negres alfil · c3 blanques peó · f3 blanques cavall · a2 blanques peó · c2 blanques peó · e2 blanques alfil · g2 blanques peó · h2 blanques peó · a1 blanques torre · c1 blanques alfil · d1 blanques dama · e1 blanques rei · h1 blanques torre | a8 negres torre · c8 negres alfil · e8 negres rei · h8 negres torre · a7 negres peó · b7 negres peó · f7 negres peó · g7 negres peó · h7 negres peó · c6 negres cavall · e6 negres peó · a5 negres dama · d5 negres peó · e5 blanques peó · c4 negres peó · d4 blanques peó · f4 blanques peó · a3 negres alfil · c3 blanques peó · f3 blanques cavall · a2 blanques peó · c2 blanques peó · e2 blanques alfil · g2 blanques peó · h2 blanques peó · a1 blanques torre · c1 blanques alfil · d1 blanques dama · e1 blanques rei · h1 blanques torre | a8 negres torre · c8 negres alfil · e8 negres rei · h8 negres torre · a7 negres peó · b7 negres peó · f7 negres peó · g7 negres peó · h7 negres peó · c6 negres cavall · e6 negres peó · a5 negres dama · d5 negres peó · e5 blanques peó · c4 negres peó · d4 blanques peó · f4 blanques peó · a3 negres alfil · c3 blanques peó · f3 blanques cavall · a2 blanques peó · c2 blanques peó · e2 blanques alfil · g2 blanques peó · h2 blanques peó · a1 blanques torre · c1 blanques alfil · d1 blanques dama · e1 blanques rei · h1 blanques torre | a8 negres torre · c8 negres alfil · e8 negres rei · h8 negres torre · a7 negres peó · b7 negres peó · f7 negres peó · g7 negres peó · h7 negres peó · c6 negres cavall · e6 negres peó · a5 negres dama · d5 negres peó · e5 blanques peó · c4 negres peó · d4 blanques peó · f4 blanques peó · a3 negres alfil · c3 blanques peó · f3 blanques cavall · a2 blanques peó · c2 blanques peó · e2 blanques alfil · g2 blanques peó · h2 blanques peó · a1 blanques torre · c1 blanques alfil · d1 blanques dama · e1 blanques rei · h1 blanques torre | a8 negres torre · c8 negres alfil · e8 negres rei · h8 negres torre · a7 negres peó · b7 negres peó · f7 negres peó · g7 negres peó · h7 negres peó · c6 negres cavall · e6 negres peó · a5 negres dama · d5 negres peó · e5 blanques peó · c4 negres peó · d4 blanques peó · f4 blanques peó · a3 negres alfil · c3 blanques peó · f3 blanques cavall · a2 blanques peó · c2 blanques peó · e2 blanques alfil · g2 blanques peó · h2 blanques peó · a1 blanques torre · c1 blanques alfil · d1 blanques dama · e1 blanques rei · h1 blanques torre | a8 negres torre · c8 negres alfil · e8 negres rei · h8 negres torre · a7 negres peó · b7 negres peó · f7 negres peó · g7 negres peó · h7 negres peó · c6 negres cavall · e6 negres peó · a5 negres dama · d5 negres peó · e5 blanques peó · c4 negres peó · d4 blanques peó · f4 blanques peó · a3 negres alfil · c3 blanques peó · f3 blanques cavall · a2 blanques peó · c2 blanques peó · e2 blanques alfil · g2 blanques peó · h2 blanques peó · a1 blanques torre · c1 blanques alfil · d1 blanques dama · e1 blanques rei · h1 blanques torre | a8 negres torre · c8 negres alfil · e8 negres rei · h8 negres torre · a7 negres peó · b7 negres peó · f7 negres peó · g7 negres peó · h7 negres peó · c6 negres cavall · e6 negres peó · a5 negres dama · d5 negres peó · e5 blanques peó · c4 negres peó · d4 blanques peó · f4 blanques peó · a3 negres alfil · c3 blanques peó · f3 blanques cavall · a2 blanques peó · c2 blanques peó · e2 blanques alfil · g2 blanques peó · h2 blanques peó · a1 blanques torre · c1 blanques alfil · d1 blanques dama · e1 blanques rei · h1 blanques torre | 1 |
|   | a | b | c | d | e | f | g | h |   |

Després de les jugades 1.e4 Cf6 2.Cc3 d5 3.e5 Ce4 4.d4 Cxc3 5.bxc3 e6 6.Ad3 c5 7.f4 Cc6 8.Cf3 Da5 9.Ad2 Da4! 10.Ae3 c4 11.Ae2 Aa3 12.Ac1? Da5 (vegeu el tercer diagrama)
Els peons del flanc de dama de les blanques estan sota gran pressió, i jugades "usuals" de l'estil de 13.Ad2? Ab2, 13.Axa3 Dxc3+! o bé 13.Dd2 Axc1 conduirien totes a la pèrdua d'un peó. Per tant, les blanques van decidir fer la següent maniobra inusual:
13.Rd2! Ae7 14.De1 Ad7 15.Re3
Ara que la dama vigila c3, el rei pot continuar el seu viatge cap a la seguretat.
15...f6 16.Tf1 fxe5 17.fxe5 0-0 18.Rf2 Ae8! 19.Rg1
Les blanques han "enrocat" en cinc moviments en lloc de l'usual un únic moviment, però han mantingut la igualtat de material (tot i que després de 19...Ag6 les negres van passar a estar una mica millor, i varen guanyar finalment la partida).